# Steinmetz

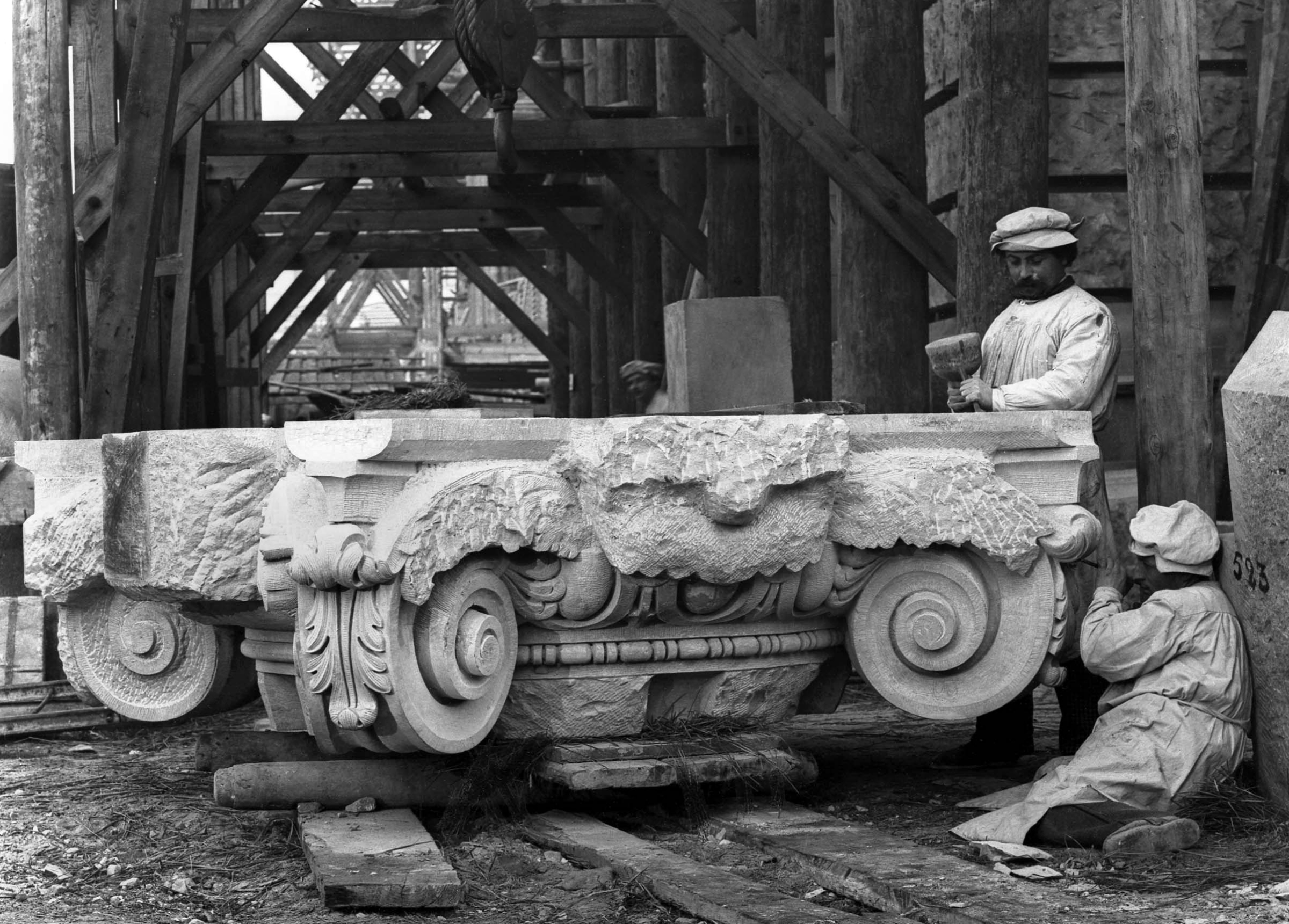
Steinmetze arbeiten mit traditionellen Handwerkzeugen (Knüpfel und Eisen) an einem Kapitell des Reichstagsgebäudes (1890)

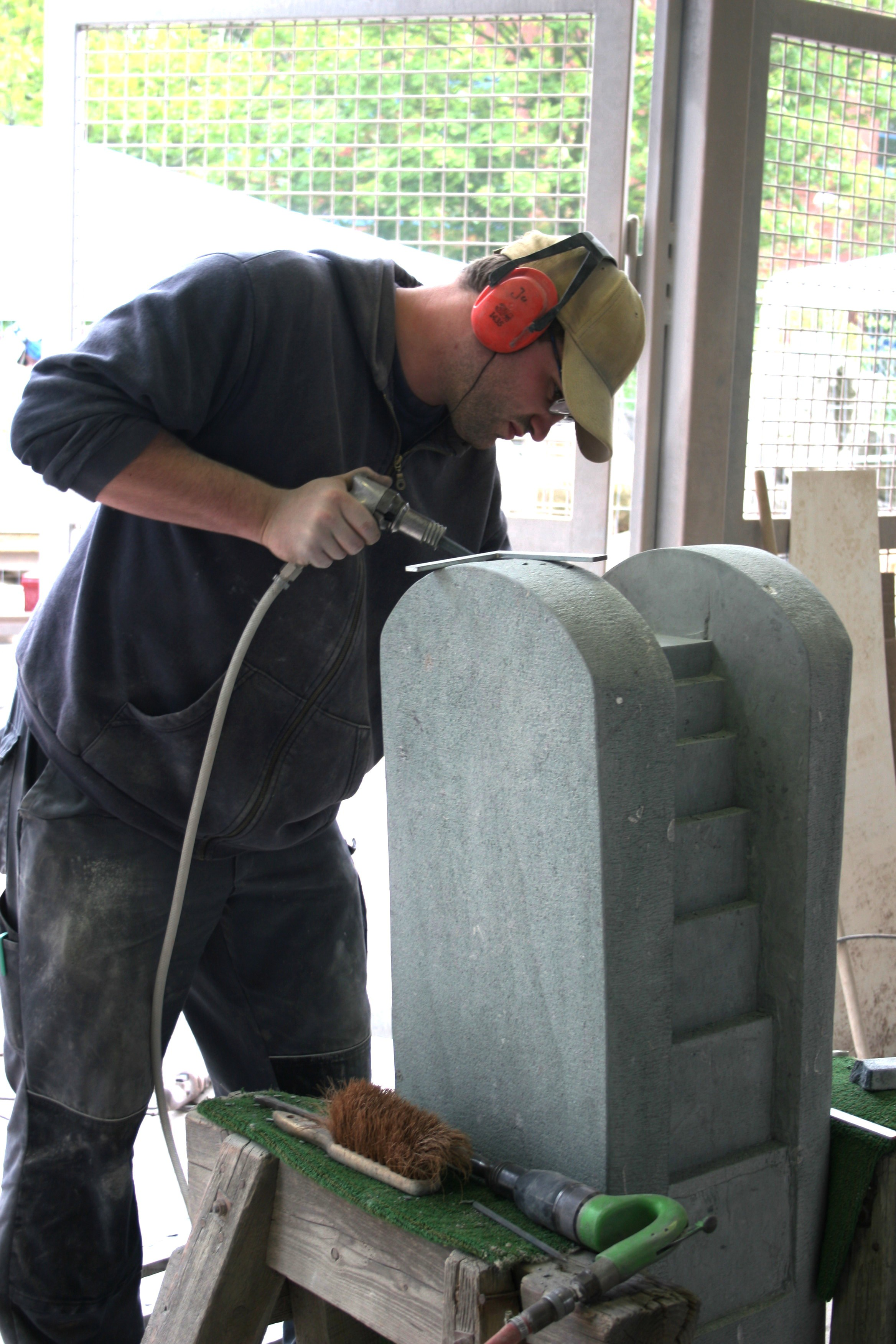
Ein Brunnen entsteht mit Unterstützung eines speziellen Drucklufthammers für Steinmetze (2007)

Der Steinmetz (lateinisch aciscularius bzw. lapicida, lapidarius) ist ein handwerklicher Beruf, der in verschiedenen Tätigkeitsfeldern arbeitet wie Grabstein (Herstellung und Gestaltung, Inschriften und Ornamente sowie Versetzen), Bau (Treppen, Bodenbeläge, Fensterbänke, plattierte Naturstein-Außenfassaden), Innenausbau (Küchenarbeitsplatten und Natursteinbäder), Denkmalpflege (Steinkonservierung, Steinreinigung, Steinergänzung und Rekonstruktionsmaßnahmen an historischen Bauwerken), Natursteinmauerwerk, Steinbildhauerei (Skulpturenherstellung, Erstellung von Tonmodellen und Abgußtechnik), Garten- und Landschaftsbau (Gartenmauern, Skulpturen, Brunnen und Vogeltränken), Natursteinarbeiten im Straßen-, Wege- und Brückenbau sowie Pflasterarbeiten.
In diesen Tätigkeitsfeldern der Steinmetze werden zur Bearbeitung von Naturstein nicht nur handwerkliche und historische Natursteinbearbeitungs-Techniken eingesetzt, mit denen Platten und Werksteine geformt wurden und werden, sondern auch neuzeitliche Maschinen wie CNC-gesteuerte Steinkreissägen, CNC-Bearbeitungszentren, Wasserstrahlschneidemaschinen werden verwendet. Digital-gesteuerte Kopierfräser stellen Skulpturen her, deren Oberfläche abschließend händisch endbearbeitet wird und digital gesteuerte Sandstrahlautomaten vertiefen Inschriften und Ornamente in Steinoberflächen.
Steinmetze zählen mit zu den ältesten Berufen; sie sind nicht wie andere Berufe in Zeitverlauf verloren gegangen. Die Steinmetz-Ausbildung in Deutschland, Österreich und Schweiz unterscheidet sich historisch und aktuell lediglich graduell.

## Das Handwerk

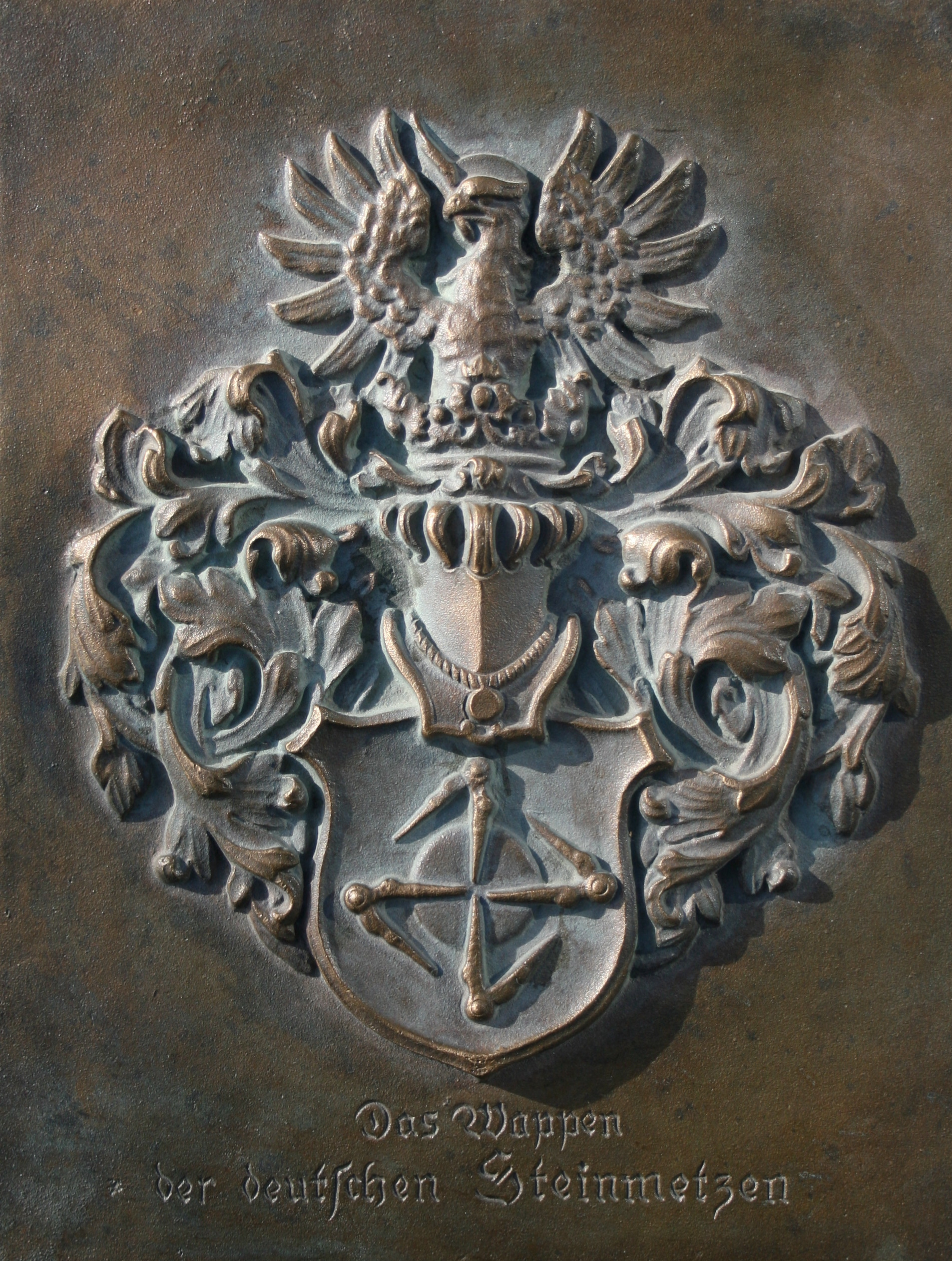
Steinmetzwappen aus Bronze (ca. 25 cm hoch)

Zunftzeichen der Steinmetze

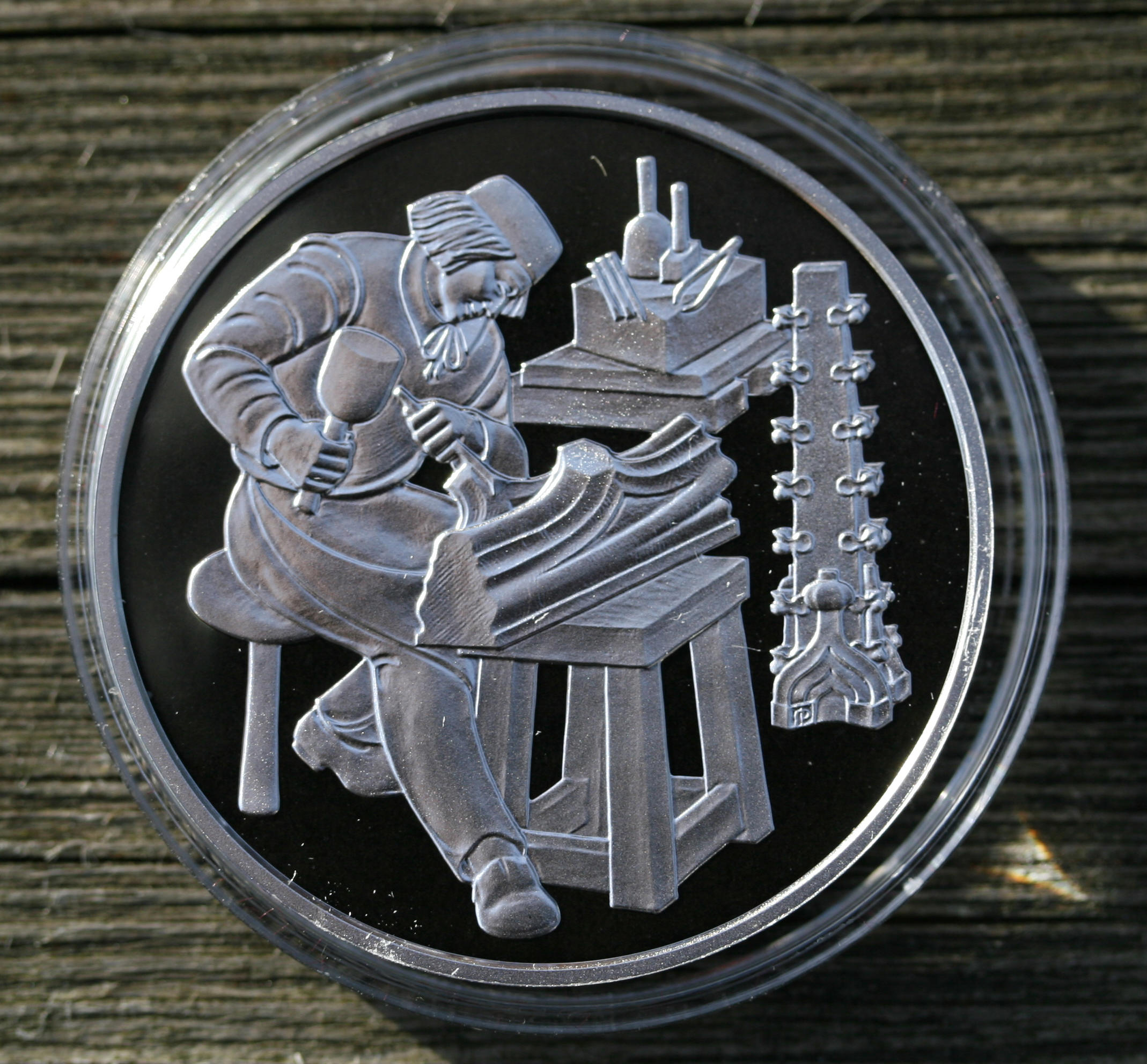
Steinmetz-Münze aus Österreich, 500 Schilling

Der Steinmetz übt einen der ältesten handwerklichen Berufe aus. Sein Werkstoff ist der Naturwerkstein und in den letzten Jahrzehnten auch Kunst- und Betonwerksteine. Er verwendet neben althergebrachten Werkzeugen auch oft Maschinen, die das Schleifen und Meißeln erleichtern.
Die von einem Steinmetzen gearbeiteten Werkstücke der Bauzier und tragenden Struktur werden von geometrischen Formen, Profilen und Ornamenten dominiert. Weiter meißelt er Schrift- und andere Zeichen in Natursteine. Im Unterschied zum Steinmetz arbeitet ein Steinbildhauer gestaltend, weniger geometrisch, mit Miniaturen und Modellen, selten nach Schablonen.
In Deutschland gibt es seit den 1980er Jahren neben dem Berufsbild des Steinbildhauers und Steinmetzen mit handwerklichem Abschluss den Ausbildungsberuf des Naturwerksteinmechachnikers, der einen Ausbildungsschwerpunkt in der Maschinenkunde hat.

## Wortherkunft
Zur Etymologie gibt das Duden-Herkunftswörterbuch an: „mhd. steinmetze, ahd. steinmezzo; der zweite Bestandteil ist aus dem Galloromanischen entlehnt. Das vorausliegende vlat. matio, macio »Maurer, Steinmetz« [vgl. frz. maçon »Maurer«] gehört aber letztlich zur germ. Wortgruppe um machen in dessen alter Bed. »bauen, errichten«“

## Länderspezifische Besonderheiten
Unterschiedliche Entwicklungen der Steinmetzen im deutschsprachigen Raum (Schweiz, Österreich und Luxemburg) waren und sind marginal und können deshalb vernachlässigt werden. Sowohl die früheren als auch die heutigen (2008) Steinbearbeitungstechniken und das Steinmaterial unterscheiden sich nicht. In den Alpenrepubliken ist allerdings die Verwendung von Naturstein wegen regionaler Vorkommen umfangreicher.
In der Lehrlingsausbildung gibt es kleinere Unterschiede. In den deutschsprachigen Ländern wird nach dem dualen Ausbildungssystem ausgebildet. Das bedeutet, dass die Steinmetzen die Fertigkeiten im Betrieb und in gesonderten Lehrgängen in der überbetrieblichen Ausbildung und die Theorie in der Berufsschule erlernen. In den meisten anderen europäischen Ländern, beispielsweise in Italien, Frankreich und in Spanien, findet die Ausbildung nur schulisch und nicht in den Betrieben statt.
Unterschiedlich stellt sich seit etwa 1900 die nationale Entwicklung aufgrund länderspezifischer Organisationsformen in Handwerkskammern und Industrie- und Handelskammern dar. In Deutschland und in Luxemburg gibt es Handwerkskammern (HWK), die für die Überwachung und Abwicklung der Lehrlingsausbildung und die Abnahme der Meisterprüfung zuständig sind. In den Gremien der HWK sind sowohl die Arbeitgeber- als auch die Arbeitnehmerseite vertreten. In den Gremien, die ausschließlich für die Berufsausbildung zuständig sind, sind auch die Berufsschullehrer vertreten. Teilweise delegieren HWK die Abnahme der Gesellenprüfungen an die Kreishandwerkerschaften und damit an die jeweiligen Steinmetzinnungen.
Des Weiteren gibt es in Deutschland die Industrie- und Handelskammern (IHK), die für die Ausbildung der Industrie-Steinmetzlehrlinge und Natursteinmechaniker zuständig sind. Da die Anzahl der Industrielehrlinge gering ist, haben die IHK zum Teil die Abnahme der Prüfung der Steinmetz-Facharbeiter an die Handwerksorganisationen abgegeben, während die Natursteinmechaniker an zentralen Orten vor Prüfungskommissionen der IHK die Prüfungen ablegen.
In Österreich gibt es die Wirtschaftskammern, in denen die Steinindustrie und das Steinmetzhandwerk in einer Organisation zusammengefasst sind. Die Zuständigkeit für die Ausbildung liegt bei den Wirtschaftskammern bzw. bei den von ihnen beauftragten Steinmetz-Fachorganisationen.
In der Schweiz gibt es keine Handwerkskammern. Zuständig für die Ausbildung sind die Steinmetz-Fachverbände.
Ein weiterer Unterschied ist: In Österreich, in Luxemburg und in Deutschland können nur Steinmetz- und Steinbildhauermeister einen Betrieb gründen und führen. In der Schweiz können dies auch Gesellen.

## Geschichte

### Urgeschichte

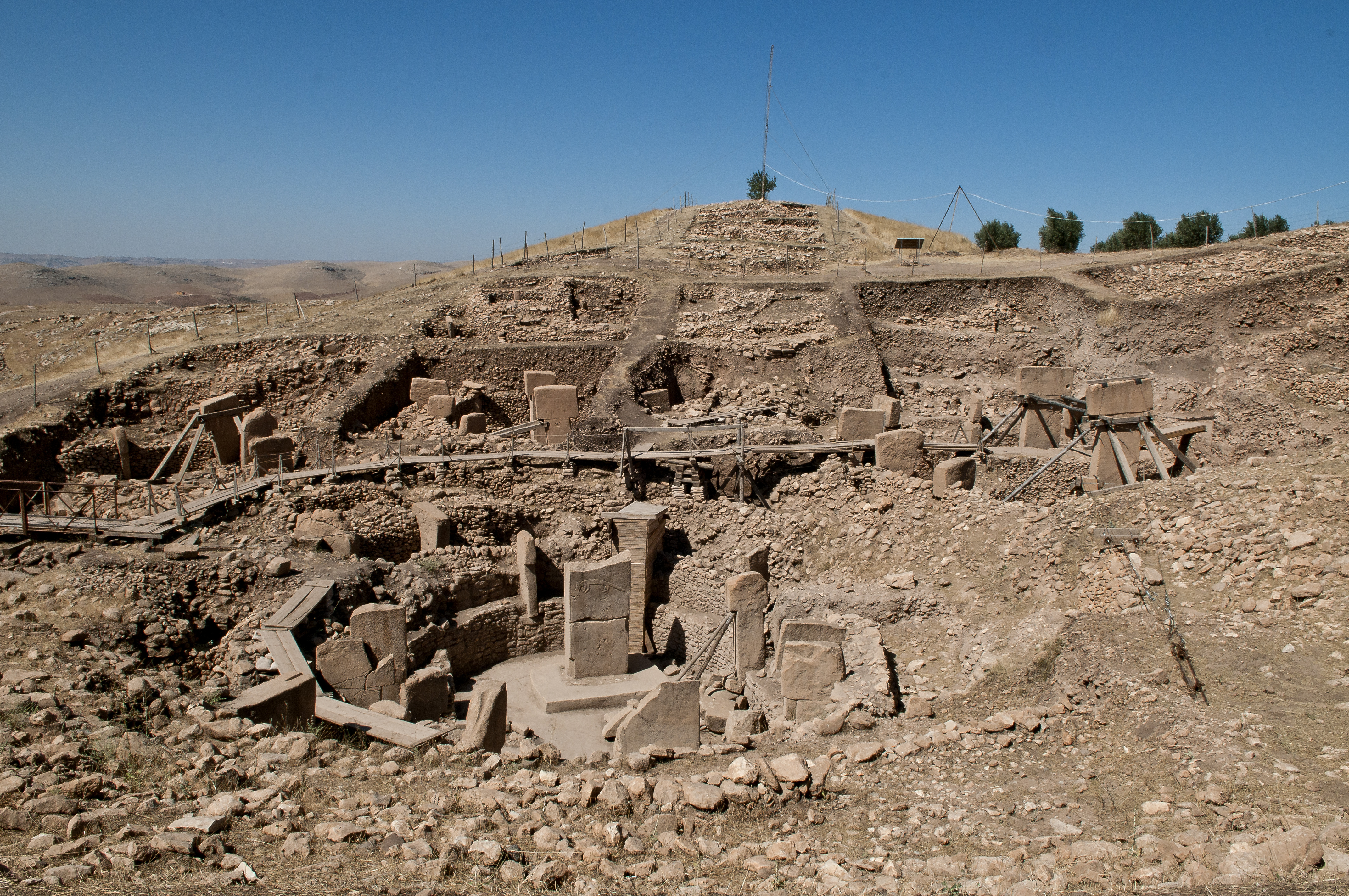
Gesamtansicht der Ausgrabungen von Göbekli Tepe mit steinernen T-Pfeilern (Aufnahme 2001)

Die ältesten Steinmetzarbeiten sind Halbreliefdarstellungen an Felsgesteinen der Dordogne aus der altsteinzeitlichen Kultur des Aurignacien (zirka 40.000 Jahre alt), wie vom Fundplatz La Ferrassie. Im Solutréen und Magdalénien (vor etwa 20.000 bis 14.000 Jahren) gab es eine Blütezeit von Reliefs an Felswänden, wie die Auerochsen im Abri Fourneau du Diable oder den Pferdefries im Abri Cap Blanc.
Die Monumentalität von Steinmetzarbeiten wird im Vorderen Orient erstmals mit den steinernen T-Pfeilern vom Göbekli Tepe und Nevali Cori um 10.000 bis 9.000 v. Chr. deutlich.

### Antikes Ägypten
Im Alten Ägypten wurden die zu gewinnenden Steine unter Ausnutzung von natürlichen Klüften mit Handwerkszeugen gewonnen. Die Frage, ob die Ägypter die Keiltechnik mit Holz und Wasser angewendet haben, bleibt nach bisherigem Kenntnisstand offen.

Die Ägypter verwendeten vor allem Weichgestein, wie Kalkstein und Sandstein, die in unmittelbarer Nähe der Bauwerke gewonnen wurden. Kalkstein wurde für alle großen Pyramiden des alten Reiches, wie die Cheops-Pyramide, die Chephren-Pyramide und die Mykerinos-Pyramide in Giza verwendet. Der große Felsentempel von Ramses II. in Abu Simbel wurde in Sandstein eingeschlagen. Aus Hartgestein wurden lediglich Statuen für Gräber und Tempel, Säulen, Pfeiler, Obelisken und Hofpflasterungen angefertigt. Für die groben Arbeiten an Weich- und Hartgesteinen benutzten die ägyptischen Steinmetzen geformte und beidhändig geführte Steinhandstücke aus Dolerit oder Granodiorit. Diese Werkzeuge dienten den Ägyptern auch zur Gewinnung von Rohblöcken aus Granit, Diorit oder Gabbro. Belegt ist dieser Werkzeugeinsatz durch Funde dieser Werkzeuge und von Werkzeugresten.
Für die feinere Bearbeitung von Weichgestein wurden zwischen 1500 und 600 v. Chr. Knüpfel aus Holz und Meißel aus Kupfer und später aus Bronze verwendet, erst danach eiserne Werkzeuge. Mit Poliersteinen (Bims) und Schmirgelmasse wie Quarzsand wurden die Steinoberflächen geglättet. Erst in der römischen Zeit wurden Eisenmeißel, eiserne Steinspaltwerkzeuge und Keile aus Eisen in Ägypten benutzt.
Über die Stellung der ägyptischen Steinmetzen in der Gesellschaft ist wenig bekannt, es sollen allerdings Vereinigungen der Bauleute bestanden haben. Es ist anzunehmen, dass die Steinmetzen in einem völligen Abhängigkeitsverhältnis zu den Pharaonen und Wesiren standen. Dies ging so weit, dass Bronzemeißel, die damals sehr wertvoll waren, abendlich zurückgegeben werden mussten und ein Verlust hohe Strafen nach sich zog. Es wird vermutet, dass Baumeister und Steinmetzen, die das Wissen über die Lage der Königsgräber besaßen, mit dem Ableben des Pharao ebenfalls ihr Leben ließen.

### Antikes Griechenland

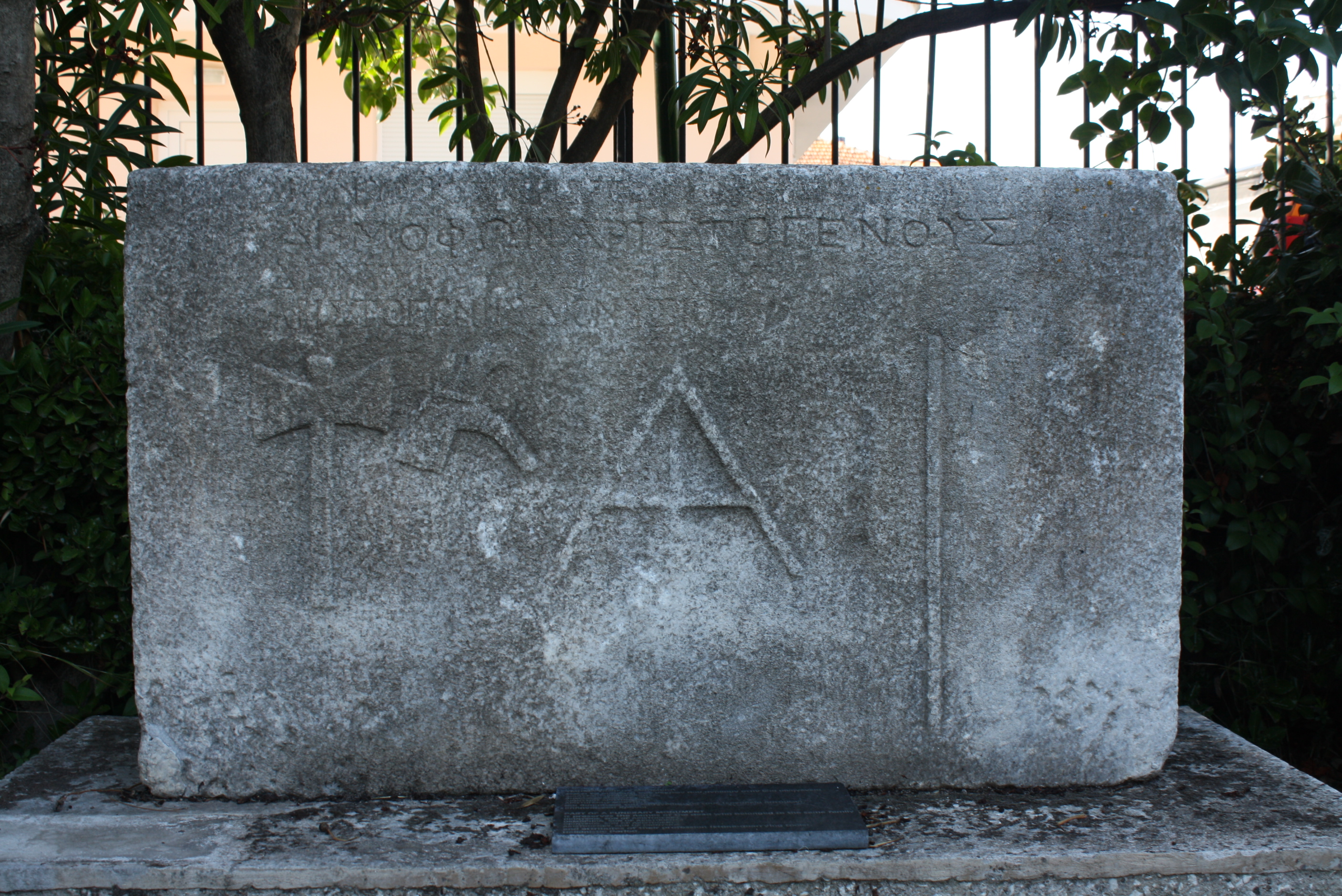
Antiker Grabstein von vier Steinmetzen aus Thasos in der nördlichen Ägäis mit symbolischer Darstellung ihrer Berufswerkzeuge, heute im Archäologischen Museum Thasos

Die griechischen Steinmetzen benutzten bronzene und eiserne Spitzmeißel, möglicherweise auch Zweispitze oder Spitzhämmer. Sie benutzten Zahneisen und nach archäologischen Funden geht man auch vom Einsatz der Zahnflächen aus. Sollten Partien mit radialen Formen wie Profile geglättet werden, benutzten die Griechen partiell Schlageisen oder Rundeisen, die keine gerade, sondern eine runde Schneide hatten. Ab der Mitte des 5. Jahrhunderts finden sich Spuren von Steinbohrern. Metallene Raspeln wurden vor allem an Stellen benutzt, auf denen ein späterer Farbauftrag erfolgen sollte. Als Natursteine wurden in erster Linie Marmore bearbeitet.
Die Steinoberfläche wurde zunächst nicht poliert, sie blieb rau und erhielt durch den Einsatz von Spitzeisen eine samtene Oberfläche. Die Steinskulpturen waren farblich gefasst. Erst in späteren Zeiten wurde der Marmor auch von den griechischen Steinbildhauern ab 350 stets geglättet und poliert. Dies lässt sich beispielsweise durch Bearbeitungsspuren am Parthenon nachweisen.
Die Steinmetzen und vor allem die Steinbildhauer waren hochgeachtete Persönlichkeiten der griechischen Gesellschaft. Man kann ihre Stellung auch daran erkennen, dass beispielsweise der Steinbildhauer Phidias ein so einflussreicher Politiker war, dass er sich mit einem von ihm entwickelten Programm zum Bau des Parthenons in der Volksversammlung der Stadt Athen durchsetzte.

### Antikes Rom
Die Römer übernahmen im Wesentlichen die Steinbearbeitungstechnik der Griechen. Steinstücke wurden im großen Stil aus griechischen Bauwerken ausgebaut und nach Rom transportiert. Die römischen Steinmetzen bearbeiteten vor allem Weichgestein, wie den Römischen Travertin aus Tivoli und vulkanische Tuffe aus dem Raum Orvieto; bis ins 2. Jahrhundert bezogen sie vor allem Marmor von der Insel Paros und verwendeten erst später für wertvollere Arbeiten den Carrara-Marmor. In der Steinbearbeitung gab es einen Unterschied zu den Griechen: Je näher sie der Endoberfläche des Marmors kamen, desto mehr arbeiteten sie mit dem Spitzeisen in einem flachen Winkel und benutzten abschließend Schlageisen zum Glätten. In diesem Arbeitsablauf wurde die Marmoroberfläche nicht so stark geprellt und erhielt demzufolge keine unerwünschten hellen einzelnen Flecken, genannt Preller. In einem letzten Arbeitsschritt konnte Marmoroberfläche der wertvollen Bauzier und Bauplastik optimal geschliffen und poliert werden und schimmerte durchsichtig.
Eine große Bedeutung hatte die Steinbildhauerei. Die Römer kopierten steinerne Büsten ihrer Kaiser vielfach und andere Bildwerke und brachten sie als Demonstration ihrer Macht in die eroberten Ländereien, daher wurden viele Kopien von Kaiserporträts angefertigt, die heute vielfach in Museen ausgestellt sind.
Im Römischen Reich bestand bereits eine Gesellschaft der Bauleute. Diese collegia fabrorum wurden von einem aedili, einem Bausachverständigen im Range eines hohen Beamten, geleitet. Alle Mitglieder hatten eine wissenschaftliche und künstlerische Bildung sowie Tugend und Rechtschaffenheit nachzuweisen. Die Steinmetzen nahmen als bedeutende Baubeteiligte eine wichtige Stellung in der römischen Gesellschaft ein und Kaiser Konstantin war das Bauwesen im Jahre 334 so wichtig, dass er an alle Provinzpräfekten den Erlass richtete, Schulen zu errichten, in denen das Wissen der Baukunst gelehrt werden sollte.

### Vorromanik und Romanik

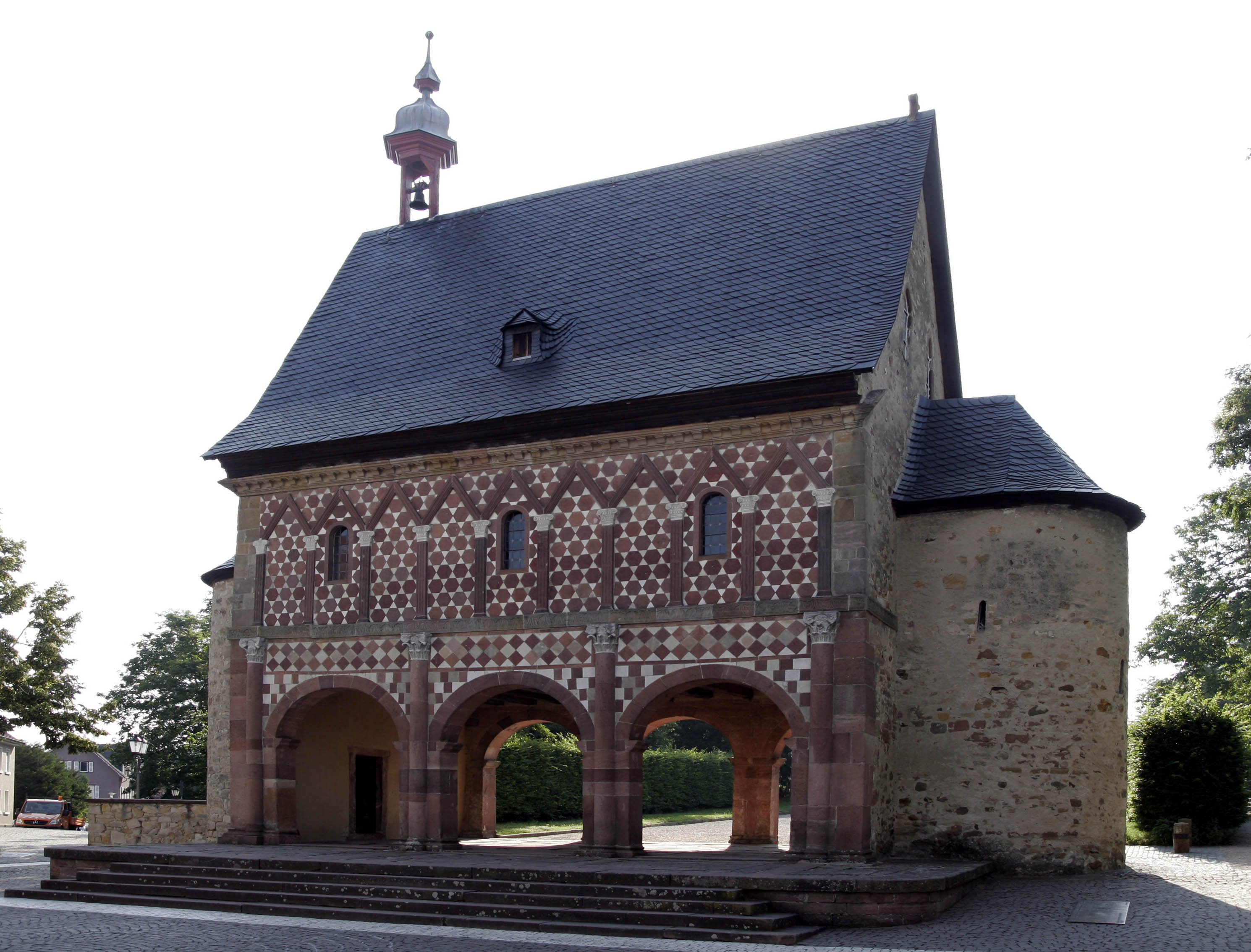
Die Königshalle von Lorsch, einer der ältesten Steinbauten in Deutschland

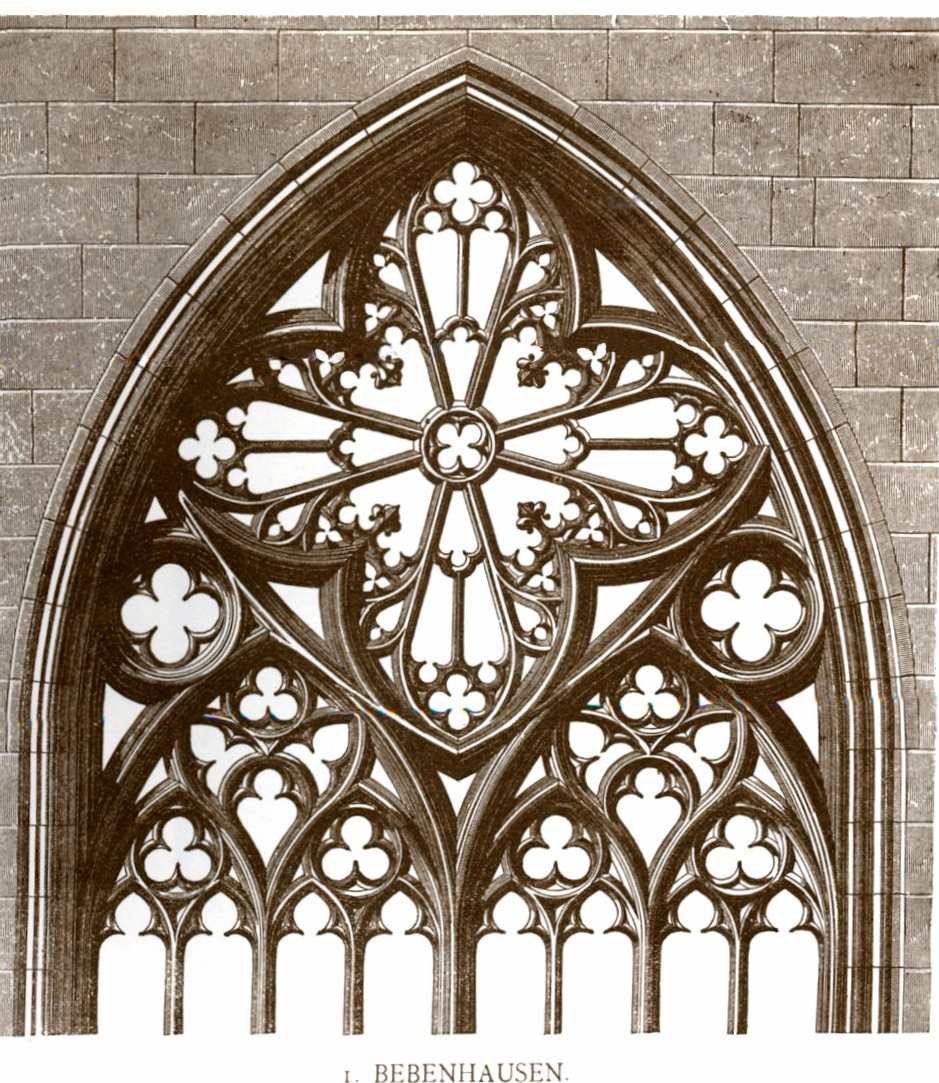
Gotisches Maßwerk mit hohen technischen Anforderungen

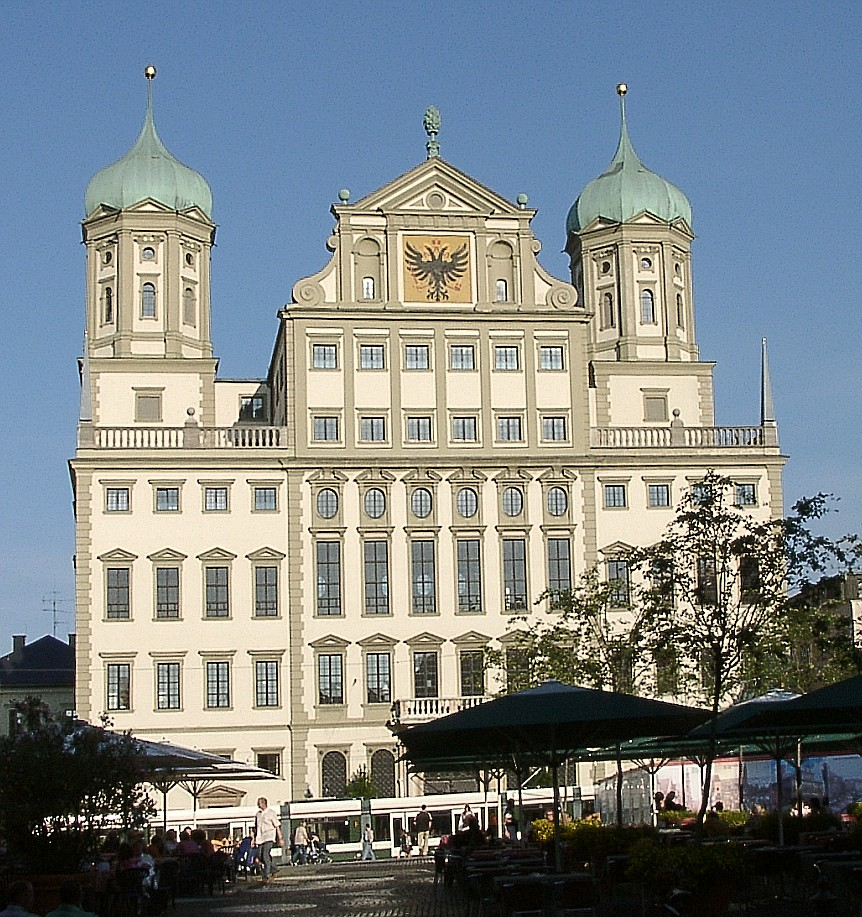
Renaissancebau: Augsburger Rathaus

Römische Soldaten brachten die Steinbaukunst nach Germanien.
Die Steinmetzen der Vorromanik waren Mönche beziehungsweise Laienbrüder und daneben gab es Bauhelfer aus der näheren Umgebung. Sie bauten Klöster, waren eng an das Wohl und Wehe der Klöster gebunden und Mitglieder der Klosterbruderschaften.
Eine besondere Rolle in dieser Zeit spielten die Comacini aus dem langobardischen Königreich (568–774), die als Baurotten bezeichnet wurden. Sie gelten als die ersten Bauarbeiter, die in Gruppen nicht nur in Italien, sondern vor allem zwischen 1050 und 1150 an zahlreichen Bauwerken im jetzigen Deutschland mit ihren Flechtwerken und Knotensäulen beteiligt waren, wie z. B. an den romanischen Domen von Freising, Königslutter, Mainz, Quedlinburg und Speyer.
In der Romanik gab es mit den Klosterbrüderschaften erstmals von Kloster zu Kloster wandernde Mönche als Steinmetzen in Gruppen. Romanische Baumeister sind allgemein wenig bekannt, obwohl Günther Binding in seinem Standardwerk Baubetrieb im Mittelalter einige nennt. Die romanischen Steinmetzen erfanden ein neues Steinmetzwerkzeug, die Fläche.

### Gotik
Der gotische Gliederbau erforderte eine hohe Genauigkeit der Passform aller Werksteine zueinander, deshalb wurden qualifizierte Steinmetzen zum Bau der Dome benötigt.
In der Gotik gab es drei Steinmetzorganisationen: die sogenannten Bauhütten an den Domen, die reisenden Steinmetzbruderschaften und die Zünfte. In den ständischen Zünften der Steinmetzen waren nur Meister organisiert, im Gegensatz zu den Hütten und Steinmetzbruderschaften, die sich eigene Steinmetzordnungen gaben.
Neben den Bischöfen, die zuvor als Bauherrn in Erscheinung traten, kamen seit dem 13. Jahrhundert Domkapitel und Stadträte hinzu. Die gotischen Steinmetzen waren hochgeachtete Persönlichkeiten, erstmals in der Geschichte waren Handwerker in der Lage, ihren Arbeitsplatz frei zu wechseln. Ein Merkmal für das enorme Selbstbewusstsein der gotischen Steinmetzen war auch, dass sie ihre persönlichen Steinmetzzeichen in die gotischen Werksteine einschlugen. Sie waren die bestbezahlten Handwerker jener Zeit.
Die gotischen Baumeister waren Steinmetzen, Steinbildhauer und zugleich Planer und Architekten. Der Bauherr fertigte für ein Bauwerk einen ersten Entwurf. Dieser wurde anschließend entweder vom verantwortlichen Baumeister oder zusammen mit einem weiteren Planer zur Ausführungsreife gebracht.
Zum Selbstverständnis der Baumeister gehörte es, dass sie sich z. B. mit ihren steinernen Porträts in den Bauwerken abbildeten. Sie sind namentlich bekannt und konnten nach ihren Vorstellungen in relativ großer Freiheit von ihren Bauherrn Bauwerke gestalten. Die gotischen Steinmetzen wandelten die Fläche zu einem Steinbeil mit einer Arbeitsbreite von ca. drei Zentimetern um, das sie virtuos beherrschten und als Pille bezeichnet wurde. Ferner setzten sie erstmals in Deutschland das Zahneisen ein. Das typische Steinmetzwerkzeug der Gotik, das vermutlich aus Frankreich eingeführte Scharriereisen, kam erst Mitte des 15. Jahrhunderts zum Einsatz.

### Renaissance
Das Bürgertum und der Adel ließen entsprechend ihren Interessen vor allem Profanbauten errichten, wie zum Beispiel Nutzbauten der Bürger, Schlösser und andere Repräsentativbauten des Adels.
Die Steinmetzen der Renaissance waren als Meister Unternehmer oder als Gesellen Lohnbeschäftigte. Das Verhältnis von Bauherrschaft zu Werkmeister änderte sich wenig. Beispielsweise konnte Elias Holl als Stadtwerkmeister in Augsburg nicht kündigen, während der Rat der Stadt ihm jederzeit kündigen konnte. Einerseits erlebten die Bauhütten einen enormen Bedeutungsverlust, andererseits hatten Steinmetzen die Chance, bei der zunehmenden Anzahl von Profanbauten eine Karriere als Stadtbaumeister oder an den Fürstenhöfen einzuschlagen.
In der Renaissance hatte sich ein Baumeister neuen Typs herausgebildet, der handwerklich ausgebildet und zugleich neben seiner Funktion als Architekt auch Unternehmer war. Baumeister Elias Holl war als Erster nicht mehr Steinmetz, sondern Maurer.
In der Renaissance erfanden die Steinmetzen ein neues Weichgesteinswerkzeug, den Krönel.

### Barock und Rokoko
Die Bauweise im Barock leitete für Naturstein einen grundlegenden Wandel ein. Teilweise wurden Säulen aus Stuckmarmor und Gewölbe sowie Profile aus Gipsstuck hergestellt und je nach Finanzlage der Bauherrn wurden Steinteile durch Mauerwerk oder Putz ersetzt.
Auftraggeber waren Fürsten und Bürgerliche. „Bauverträgen lagen der Kostenvoranschlag sowie Baupläne zugrunde, an deren Ausformung der Bauherr bisweilen beträchtlichen Anteil nahm“. Baufehler der ausführenden Gewerke wurden bis zum ausführenden Bauhandwerker geahndet. Die Baumeister im Barock und Rokoko waren größtenteils Maurer oder Steinmetzen, dennoch gab es Ausnahmen, wie zum Beispiel Balthasar Neumann, der Geschütz- und Glockengießer war. Erstmals erfolgte eine Baumeisterausbildung in Frankreich an staatlichen Bauschulen. Im deutschsprachigen Raum gab es eine derartige Spezialisierung nicht, die Baumeister lernten aus praktischen Erfahrungen und aus den Werkmeisterbüchern, in denen die Baukunst verschriftlicht war. Eine Ausnahme bildete die sog. Vorarlberger Bauschule, die sich ausschließlich mit dem Sakralbau befasste.
Die Baumeister waren zwar entsprechend ihrer Ausbildung Handwerker, in ihrer Hauptaufgabe waren sie jedoch Planer und Organisatoren.

### Klassizismus und Historismus

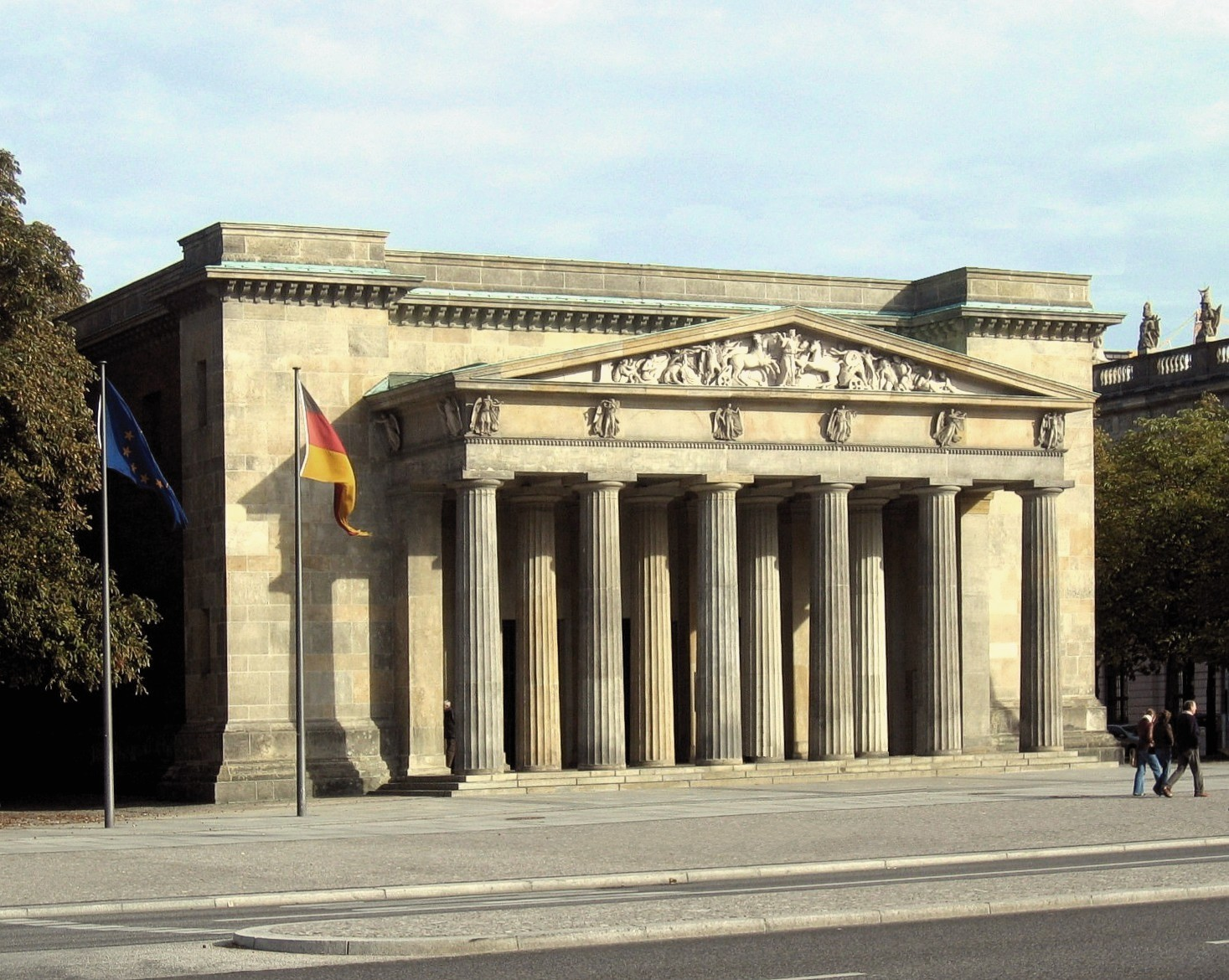
Hellenischer Klassizismus: Die Neue Wache in Berlin

Im Zuge der Industrialisierung stand der Bau von Bahnhöfen, Fabriken und Villen der reichen Bürger im Klassizismus im Vordergrund. Für die Arbeiter und ihre Familien wurde in den Städten Wohnraum benötigt und der Mietwohnungsbau entstand. Die voranschreitende Mechanisierung ersetzte zunehmend Handarbeit durch Maschinen. Dampf- und Wasserkraft sowie elektrische Energie wandelten den Fertigungsprozess völlig um.
Ein Teil der Handarbeit mit Naturwerksteinen konnte in der Zeit des Klassizismus und Historismus durch Maschinen ersetzt werden. Elektrisch angetriebene Steinsägen und Steinschleifmaschinen ermöglichten die Anfertigung von Werksteinen in größerem Umfang aus Hartgestein, was bis dahin sehr aufwendig war. Die handwerkliche Einzelfertigung wurde durch die Serienfertigung mit maschineller Unterstützung ersetzt.
Neben die traditionellen Bauherrn aus den städtischen, staatlichen und kirchlichen Bereichen traten Industrielle und Kapitalgesellschaften. Die Baumeister wurden an staatlichen Schulen ausbildet und kamen nicht mehr aus dem Handwerk.
Mit der sich entwickelnden Hartgesteinsbearbeitung wurde der Stockhammer vermehrt eingesetzt.

### Gründerzeit

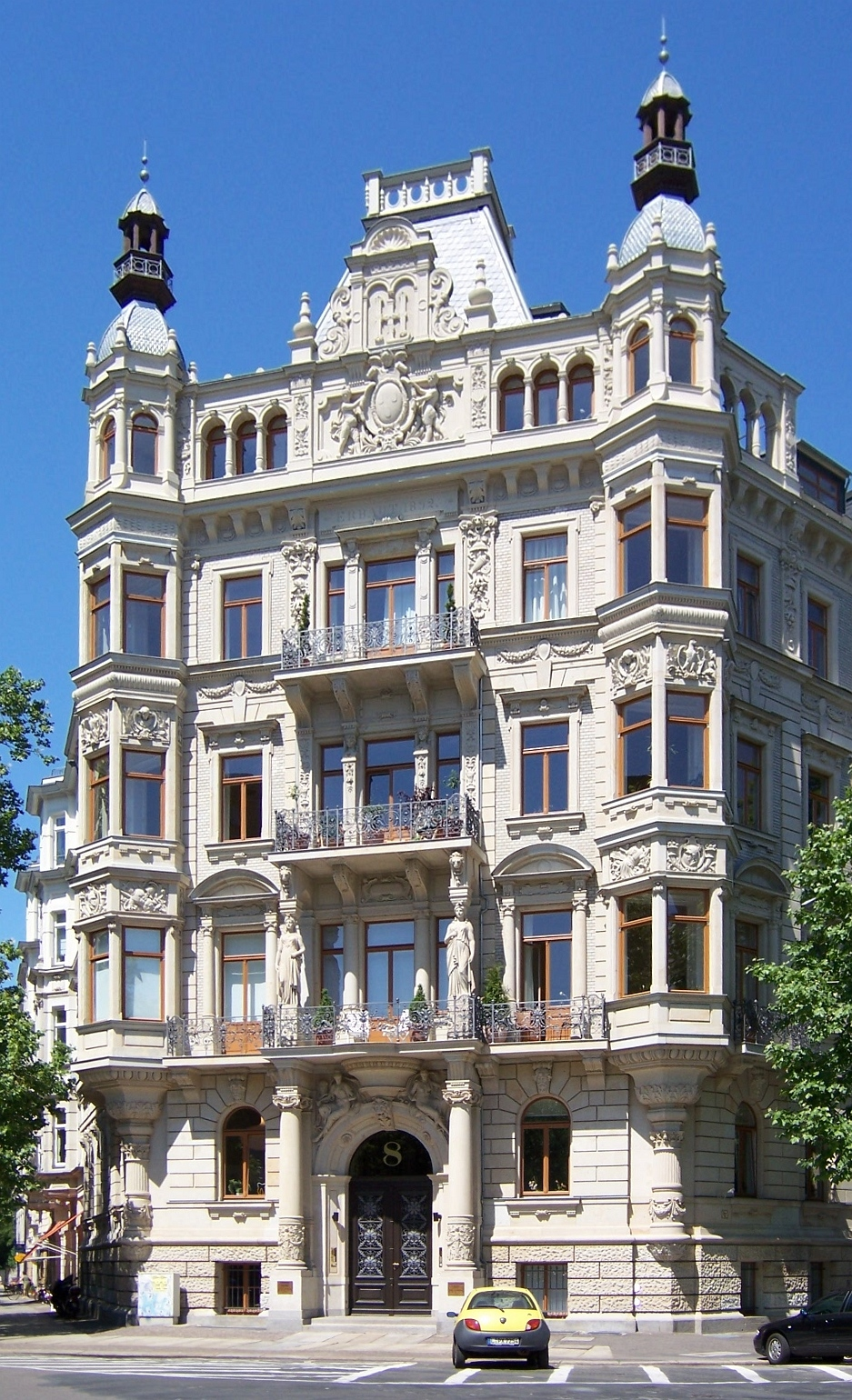
Gründerzeit-Wohnhaus

Der Industrie- und der Wohnungsbau für die wohlhabenden Bürger stand in der Gründerzeit im Vordergrund. Für die Industriearbeiter wurden in Hinterhäusern und Hinterhöfen menschenunwürdige und unhygienische Quartiere eingerichtet, was unter anderem zu sozialen Spannungen führte. Es gründeten sich sowohl Arbeitgeberorganisationen als auch Gewerkschaften. Am 18. Juni 1870 wurde in Berlin nach einem Streik der erste Tarifvertrag über Lohnhöhe und Überstunden zwischen den in einer Steinmetz-Innung organisierten Arbeitgebern und der Gewerkschaft Organisation der Steinarbeiter geschlossen.
In der Gründerzeit bildeten sich große Steinindustriebetriebe im deutschsprachigen Raum mit Hunderten von Beschäftigten. Erstmals wurden Natursteine mit diamantbesetzten Sägeblättern Steinsägen geteilt; 1896 warb ein Werk im Odenwald in Deutschland mit der Bezeichnung Sägewerke, Schleif- und Poliermaschinen mit Dampf- und Wasserkraft und bot als größtes Spezialgeschäft Deutschlands Grabmale und Platten aus Granit und Syenit an.

Wie dynamisch die wirtschaftliche Entwicklung nicht nur in Deutschland war, kann an einem der heute (2008) noch größten Natursteinwerke Österreichs verdeutlicht werden. Das Natursteinwerk Poschacher, das 1839 ein Granitwerk und einen Steinbruch im Mühlviertel in Mauthausen eröffnete, hatte bereits 1872 1059 Beschäftigte, die beispielsweise 1890 2700 m² Granit-Quadersteine 1800 Kilometer auf der Donau nach Černá Voda im heutigen Tschechien verschifften.
Die wirtschaftliche Entwicklung der Schweiz in der Gründerzeit war eng an den Aufbau des Eisenbahnnetzes geknüpft, das ab 1850 ausgebaut wurde. Zum Streckenbau wurden für Mauern, Brücken und Tunnelverkleidungen riesige Steinmengen benötigt. Gegen Ende des 19. Jahrhunderts waren in der Schweiz über 700 Werksteinbrüche in Betrieb. Der wirtschaftliche Aufschwung und die Industrialisierung, der Bevölkerungs- und Städtewachstum sowie die Entwicklung von Tourismus und Verkehr zogen den Bau unzähliger öffentlicher und privater Gebäude aus Naturstein nach sich. Wegen der starken Nachfrage wurden auch größere Werksteinmengen aus dem Ausland importiert.
Im Zuge der Industrialisierung und der Einführung der Gewerbefreiheit 1871 gab es in den deutschsprachigen Ländern Steinmetzbetriebe, die sich weiterhin als Handwerksbetriebe verstanden, aber auch größere, die nach industriellen Organisationsformen suchten. In einem Aufruf im Jahre 1896 wurde dieses Problem in Deutschland deutlich formuliert: „Neben den rein handwerksmäßigen Betrieben, wie ihn der Steinmetzmeister noch vertritt, haben wir das Werk mit seinen Maschinen, in dem nur noch ein geringer Anteil der Arbeit von Hand geleistet wird“.

Im Jahre 1885 gründete sich in Berlin der Verband deutscher Steinbruch- und Steinmetzgeschäfte, in dem schließlich 750 Industrie- und Handwerksbetriebe mit 40.000 Beschäftigten organisiert waren. Dennoch blieb der größte Teil der Steinmetzbetriebe handwerklich organisiert. Weitere Industrieverbände wie 1897 der Verband der Granitindustriellen des Fichtelgebirges mit zehn und 1906 der Verband der Deutschen Granitschleiferei mit 30 Mitgliedsbetrieben wurden gegründet. Das industrielle Verbandswesen war nicht nur in Deutschland durch Einzelinteressen zersplittert, sondern ähnliche Verbandsentwicklungen gab es sowohl in Österreich, Luxemburg als auch in der Schweiz.
Im Gegensatz zu den technischen Fortschritten der Gründerzeit war Naturstein als Baumaterial in seiner massiven Form erstmals in der Geschichte aus zwei Gründen vom Rückzug bedroht: erstens wegen der Verwendung von Stahlkonstruktionen und zweitens durch die Erfindung von Stahlbeton durch Joseph Monier. Massiver Naturstein konnte als dominierendes Material durch andere Materialien nahezu vollständig ersetzt werden.

### 20. Jahrhundert

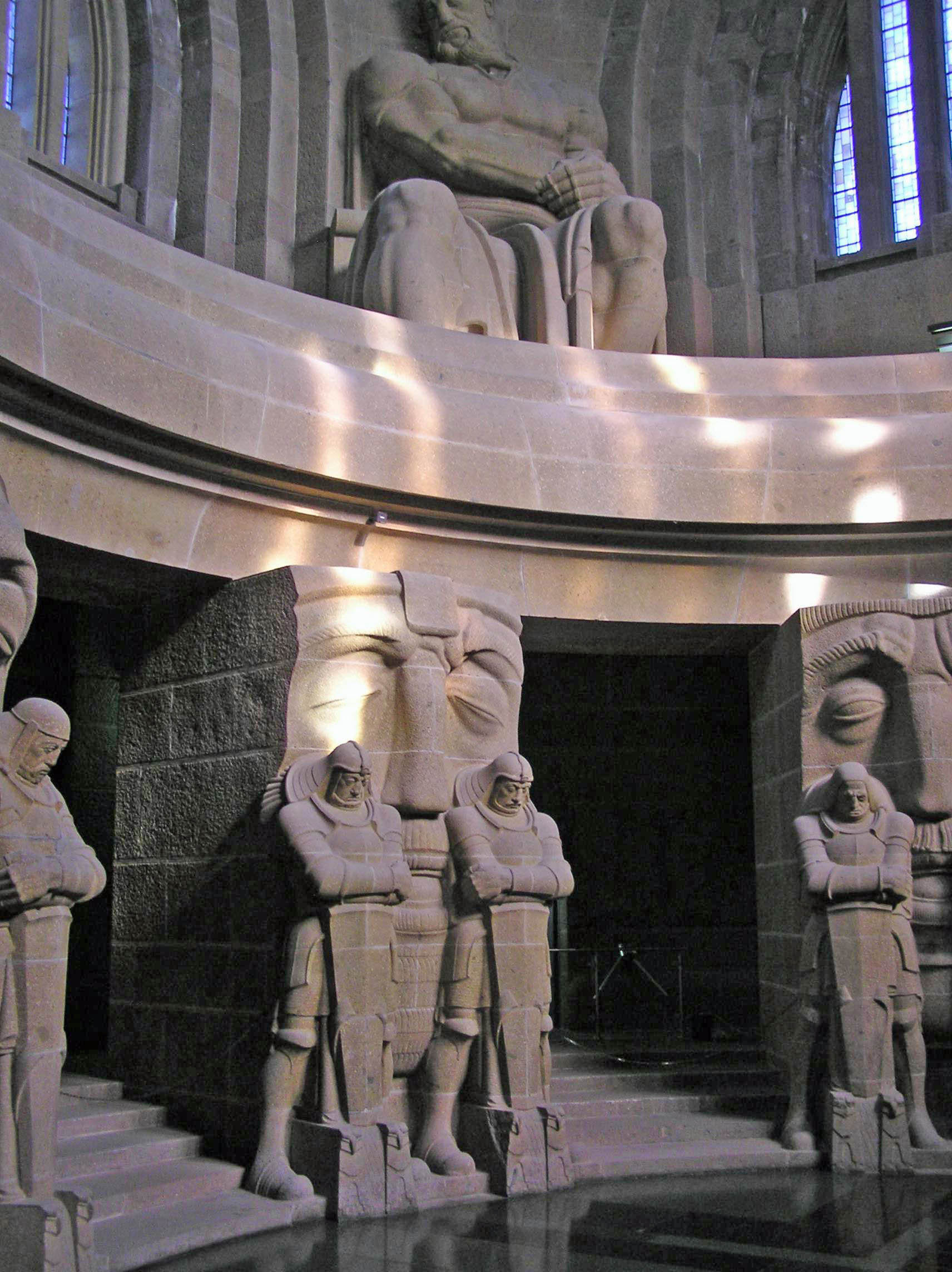
Die Totenwächter: Steinbildhauerarbeit im Jugendstil in der Krypta des Völkerschlachtdenkmals in Leipzig aus grünlichem und rötlichem Granitporphyr ‚BEUCHA‘

#### Vor 1933
Zur Anpassung an den technischen Fortschritt wurden um die Jahrhundertwende 1900 die ersten staatlichen Steinmetzfachschulen in deutschen Gebieten mit großen Steinvorkommen zur Ausbildung der Steinmetz- und Steinbildhauermeister, Steintechniker und Lehrlinge, die Staatsfachschule für Steinbearbeitung in Friedeberg (1886), die Staatsfachschule für Steinbearbeitung in Saubsdorf (1886), die Staatliche Fachschule für Steinbearbeitung in Wunsiedel (1901) und die Steinmetzschule in Demitz-Thumitz (1908) gegründet.
Ein Teil der großen Industriefirmen operierte um die Jahrhundertwende international, wie beispielsweise die Marmor-Kiefer AG, die neben den Marmorsorten, die die Gesellschaft in eigenen Brüchen gewann, mit Natursteinen aus „Österreich-Ungarn, Italien, Belgien, Frankreich, Spanien, Griechenland, Schweden, England und Afrika“ handelte.
1913 entschloss sich der Verband deutscher Steinbruch- und Steinmetzgeschäfte, der sich nun Verband der deutschen Granit-Werke e. V. (VDG) nannte, zu einer umfassenden Organisationsreform der Steinindustrieverbände, die zunächst durch den Beginn des Ersten Weltkriegs nicht vorankam. Sie wurde 1916 mit der Gründung des Deutschen Steinindustrie-Verbands abgeschlossen, der in fünf Fachgruppen nach Werkstein, Wegebau, Grabmal, Marmor und Granit untergliedert wurde.
Nach dem Ende des Krieges (1918) war die wirtschaftliche Situation der Handwerksbetriebe schwierig, die Umsätze stagnierten oder sanken ab. Einzelnen Steinindustriebetrieben ging es besser, sie konnten Absatzverluste im Inland durch Auslandsaufträge teilweise ausgleichen. Sie prosperierten trotz der allgemein ungünstigen wirtschaftlichen Lage, kauften Betriebe und Steinbrüche auf und vergrößerten ihre Belegschaft.
Der Jugendstil mit Bauschmuck, Ornamentik und Plastik bedeutete eine Erhöhung der Aufträge im Natursteinbereich, die Neue Sachlichkeit der Dessauer Bauschule, die Entwicklung des Kunststeins sowie die Friedhofsreformen, die sich im Verkauf von immer weniger Grabsteinen niederschlugen, führten zu Umsatzeinbußen von 20 bis 30 Prozent. Sockel, Gewände von Türen und Fenstern und Gesimse an Bauwerken aus Naturstein wurden nicht mehr verbaut oder sie wurden aus Beton gefertigt. 1929 wurden Gebäude erstmals mit Natursteinplatten verblendet als Alternative zum Verbau von massivem Naturstein.
Nachdem die Folgen des Versailler Friedensvertrags gemildert worden waren, stieg in den Goldenen Zwanzigern (1924–1929) die inländische Nachfrage nach Naturstein an, die aber mit der Inflation und der Hyperinflation wieder ins Bodenlose absank. Die Weltwirtschaftskrise, der Aufstieg der Nationalsozialisten zwischen 1929 und 1933 und der Untergang der Weimarer Republik mündeten in Agonie.

#### Nach 1933
Nach der Machtübernahme 1933 plante Albert Speer als der führende NS-Architekt gigantische Steinbauwerke und ab 1937 als Generalbauinspektor für die Reichshauptstadt unter anderem die Welthauptstadt Germania (Berlin). Damit war die Hoffnung auf einen Anstieg der Nachfrage nach Naturstein und eine Besserung der wirtschaftlichen Lage verbunden, allerdings auch die Anpassung an die politischen Verhältnisse, die in manchen Berichten über Firmenjubiläen der großen steinverarbeitenden Betriebe jener Zeit in der Verwendung des nationalsozialistischen Vokabulars und in Abbildungen von Steinarbeiten mit Hakenkreuzen zum Ausdruck kam. In Erwartung großer Steinbauprojekte schloss sich ein Teil der Steinindustriebetriebe zu einer Arbeitsgemeinschaft, der sog. ARGE Nürnberg, zusammen. 1934 kam es durch die sog. Gleichschaltung von Organisationen durch die nationalsozialistische Regierung zur völligen organisatorischen Trennung von Steinmetzhandwerk und Steinindustrie, die mit der Pflichtmitgliedschaft in den berufsständischen Organisationen verbunden war. Ein Fernbleiben von Versammlungen der Pflichtorganisationen war mit Geldstrafen belegt. Eine gewisse Belebung der Bautätigkeit und die 1937 verfügte Musterfriedhofsverordnung half zunächst die Lage der steinverarbeitenden Betriebe zu verbessern.
Nach dem Beginn des Zweiten Weltkriegs wurde deutlich, dass die steinverarbeitenden Betriebe und deren Produkte nicht kriegswichtig waren. Die Betriebe mussten Personal als Soldaten, die häufig in Pioniereinheiten eingesetzt wurden, und auch Maschinen abgeben. Weitere Maschinen und Gebäude wurden durch Kriegseinwirkung zerstört. Einzelne Steinmetzen und Betriebe waren in den Verkehrswegebau oder im Rahmen der Organisation Todt, einer militärischen Bau-Organisation, hinter den Frontlinien eingesetzt.

#### Nach 1945
Nach dem Kriegsende 1945 lag die Wirtschaft Deutschlands und Österreichs darnieder. Davon waren insbesondere das deutsche Steinmetzhandwerk und die Steinindustrie betroffen. Im Osten wurden marktbeherrschende Industriebetriebe enteignet und in neuen Strukturen organisiert; das Steinmetzhandwerk blieb privatwirtschaftlich und vermarktete nahezu ausschließlich Grabmale. Der größte deutsche Steinindustriebetrieb Zeidler & Wimmel verlor nach eigenen Angaben 80 Prozent seiner Werke und Steinbrüche im Osten.
Nach der Währungsreform 1948 besserte sich die Lage der Wirtschaft und auch der steinverarbeitenden Betriebe im Westen Deutschlands zusehends. Die regionalen Innungen des Steinmetzhandwerks mit dem Dachverband Bundesinnungsverband des Deutschen Steinmetz-, Stein- und Holzbildhauerhandwerks und der industrielle Deutsche Naturwerkstein-Verband e. V. nahmen am Ende der 1950er Jahre ihre Verbandsarbeit wieder auf. Beide Verbände arbeiten heute (2008) im Zentralverband der Naturwerksteinwirtschaft (ZDNW) zusammen. Im Osten Deutschlands gliederte sich das Steinmetzhandwerk organisatorisch in 16 Bezirksfachgruppen und in große steinindustrielle Einheiten, wie zum Beispiel VEB Elbe-Naturstein. Nach der Wiedervereinigung bildete das Steinmetzhandwerk des Ostens handwerkliche Organisationen nach bundesdeutschem Muster und die Steinindustriebetriebe schlossen sich dem Deutschen Naturwerkstein-Verband e. V. an.
Die wirtschaftliche Entwicklung in Österreich verlief nach dem Krieg nicht so schleppend wie in Deutschland, denn die Kriegsschäden waren geringer. Die Steinmetzverbände teilten sich wie in Deutschland in eine handwerkliche Organisation, die Bundesinnung der Steinmetzmeister, und in den industriell orientierten Verband Österreichischer Naturwerksteinbetriebe (VÖN) auf.
Ähnlich war die Entwicklung in der Schweiz mit dem Verband Schweizer Bildhauer- und Steinmetzmeister (VSBS) und dem Industrieverband der Schweizer Naturstein Produzenten (SNP).

### Heutige Tätigkeitsfelder
Das Material, das die Steinmetzen heutzutage bearbeiten, ist in der Hauptsache Naturwerkstein.
Seit den 1950er Jahren hat sich der Beruf der Steinmetzen und Steinbildhauer in folgende Tätigkeitsfelder aufgeteilt:

#### Grabsteine
Ein wesentliches Tätigkeitsfeld der Steinmetzen und Steinbildhauer ist die Herstellung und das Versetzen von Grabsteinen. In den letzten Jahrzehnten hat sich bei den Kunden eine Differenzierung herausgebildet: Es gibt Kunden, die vor allem personenbezogene Grabsteine bestellen, und andere, die industriell in Serie gefertigte Grabmale beschriften und aufstellen lassen.
In ländlichen Gebieten werden mehr industriell gefertigte und in Großstädten mehr personenbezogene nachgefragt. Industriell gefertigte Grabmale werden überwiegend aus dem Ausland (Indien, China) importiert.

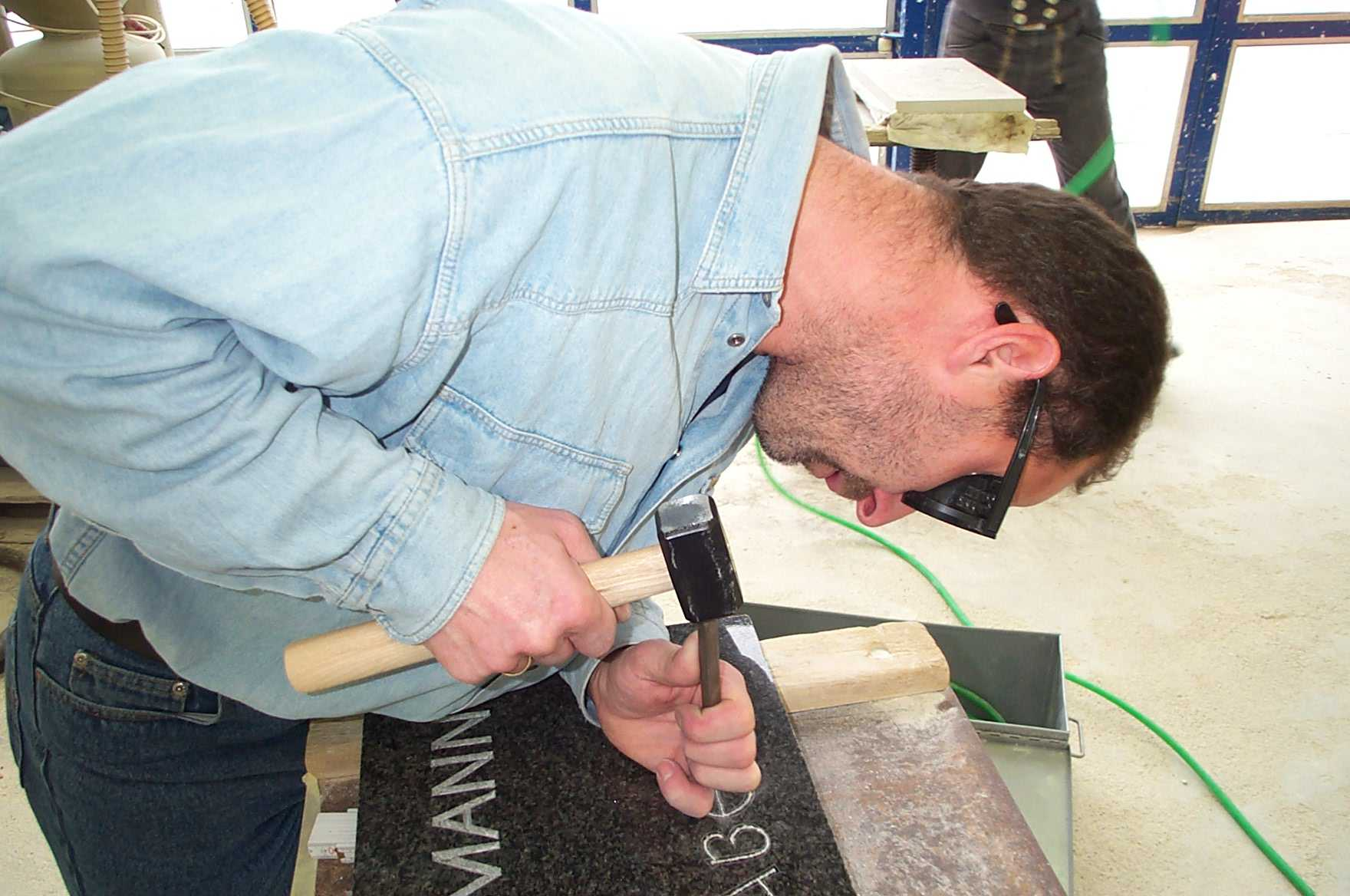
Ein Steinmetz beim Hauen einer Steinschrift

Bei der Beschriftung beider Grabmalformen ist das gestalterische Auge und die kunsthandwerklich geschulte Hand der Steinmetzen von großer Bedeutung. Hier hat jedoch die computerunterstützte Schrift Einzug gehalten.
Eine große Rolle spielt bei beiden Grabmalformen die Ornamentgestaltung.
Die Grabmalkultur und damit die Anzahl der neu aufgestellten steinernen Grabmale hat in den letzten Jahren eine starke Veränderung (anonyme Bestattungen, Friedwald, Feuerbestattungen usw.) durchlaufen. Die Anzahl der neu aufgestellten steinernen Grabmale ist rückläufig. Von 1991 bis 2006 ist sie in der Bundesrepublik Deutschland von ca. 400.000 auf 200.000 gesunken.

#### Bauten

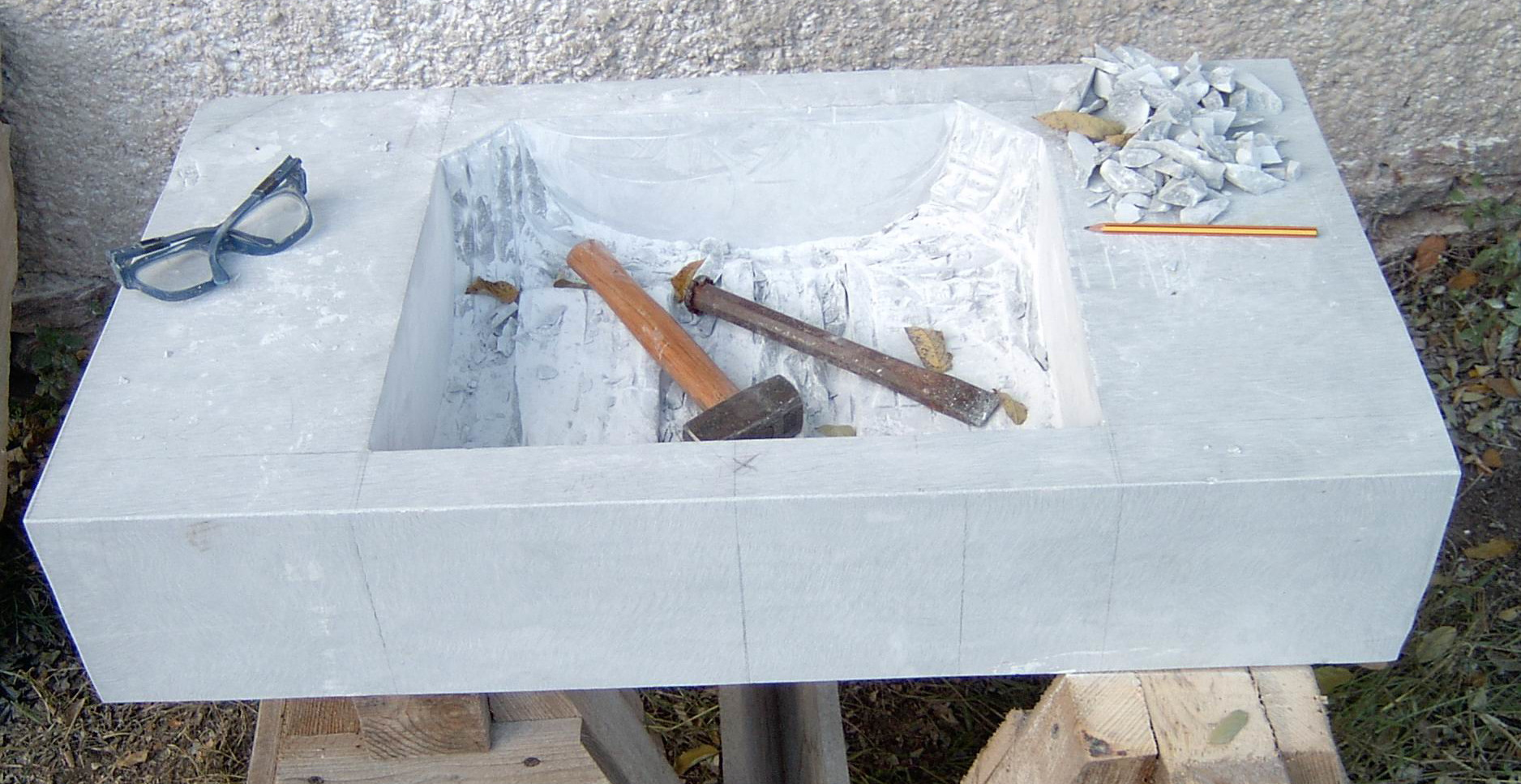
Waschtisch aus Carrara-Marmor in handwerklicher Herstellung

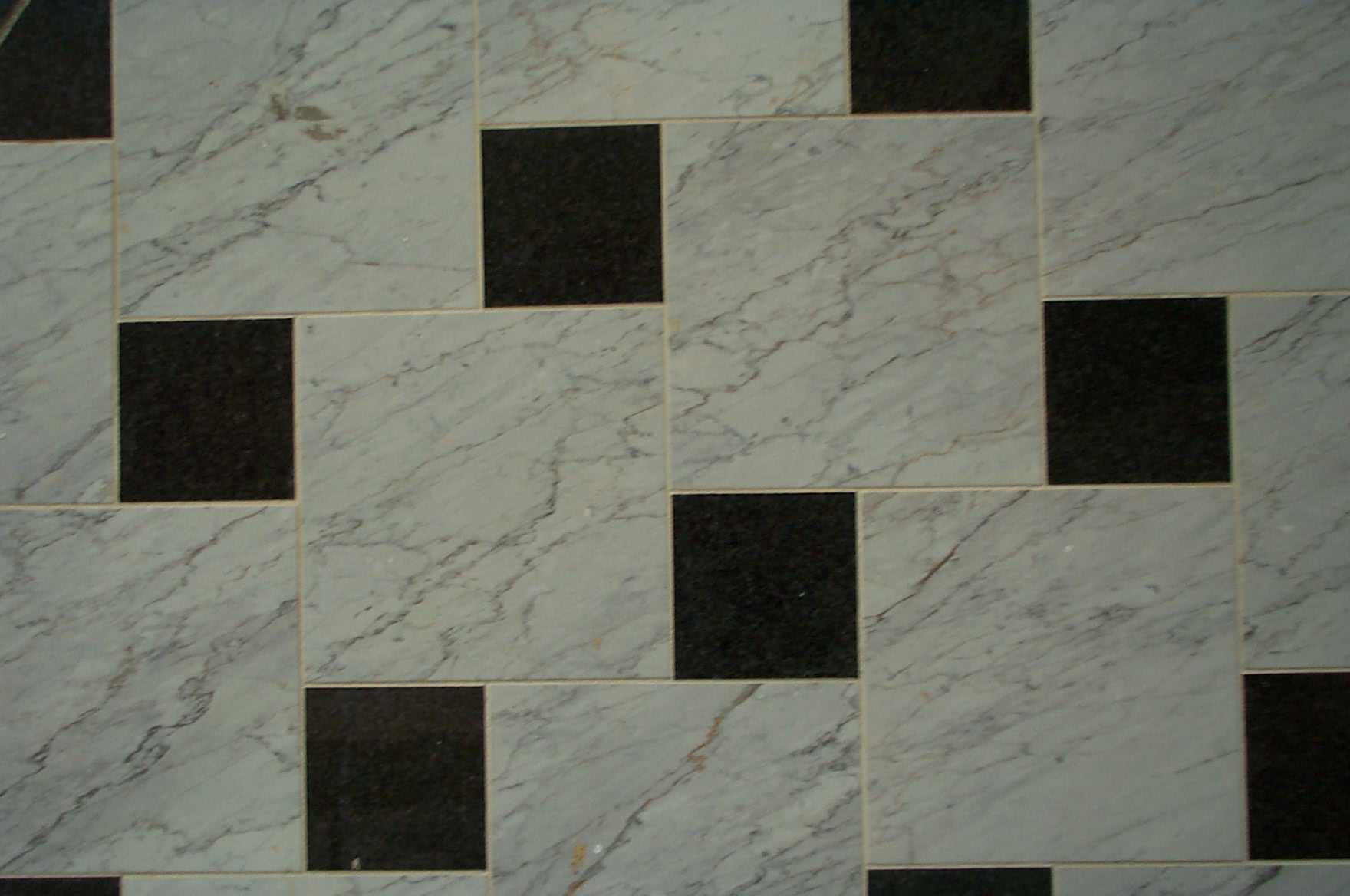
Bodenbelag aus Carrara-Marmor und Impala

Naturstein wird auch im Bauwesen als wesentlicher Bereich dieses Gewerks nachgefragt.
- Natursteintreppen werden als Belags-, Bolzen- und Massivtreppen hergestellt und versetzt. Bei der Herstellung gewendelter Treppen und Spindeltreppen wird Software eingesetzt, die nicht nur konstruiert, sondern auch Steinkreissägen steuert, die die polygonalen Treppenstufen aus Natursteintranchen heraussägen.
- Die Nachfrage nach Bodenbelägen aus Naturstein hat in den letzten Jahren stark zugenommen. Die Bodenbeläge aus Stein erfreuen sich als Natursteinplatten in einer Dicke von 1,5 bis 2 cm oder als Natursteinfliesen mit 1,0 cm verstärkter Nachfrage, da die Nachhaltigkeit (geringer Energieverbrauch bei der Gewinnung und Herstellung von Naturstein) neben einer Kostensenkung (bei Graniten Kostensenkung von ca. 40 Prozent in den letzten Jahren durch Importe) des Natursteins die Kundennachfrage animiert.
- Fensterbänke aus Naturstein werden vor allem von privaten Bauherrn im Innenausbau bevorzugt.
- Küchenarbeitsplatten, Bäder und Waschtische aus Naturstein werden im gehobenen Innenausbau von Privathaushalten stark nachgefragt.
- Fassaden aus Naturstein, die hinterlüftet sind, überzeugen durch Nachhaltigkeit und vielfältige Farbgebung vor allem bei Großbauvorhaben. Der Vorteil der Fassadengestaltung mit Naturstein liegt vor allem in der positiven Energiebilanz bei entsprechendem Konstruktionsaufbau. Die Natursteinplatten werden mittels nichtrostender Edelstahlanker am Konstruktionsuntergrund befestigt. Zwischen Wärmedämmung und Fassadenplatten befindet sich eine Luftschicht.
- Offene Kamine aus Naturstein im Innenausbau dienen als Zierde und leisten einen Beitrag zur Behaglichkeit.
- Natursteinmauern als Straßenbauwerke sowie als Haus- und Begrenzungsmauern werden neuerdings häufig errichtet.

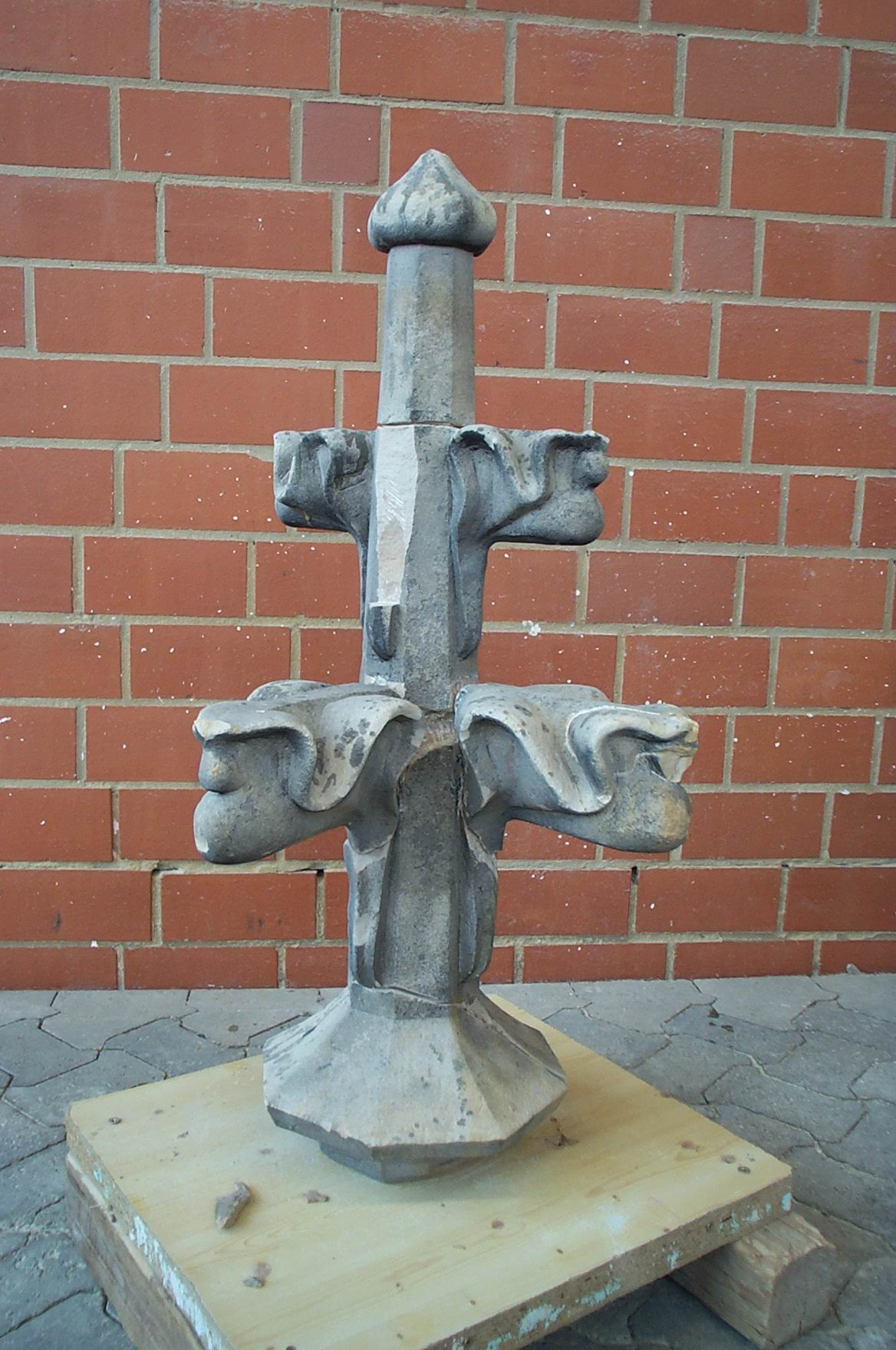
Beschädigte Kreuzblume aus Sandstein vor Restaurierungen

#### Denkmalpflege und Steinrestaurierung
Die Restaurierung historischer Bauten mit modernen oder Steinkonservierungsmethoden (z. B. Frauenkirche Dresden) ist ein drittes Betätigungsfeld der Steinmetzen und Steinbildhauer. Auf diese Arbeiten haben sich vornehmlich Steinmetzbetriebe mit einem speziell qualifizierten Mitarbeiterstamm spezialisiert.

#### Gartengestaltung mit Naturstein
Eine steigende Nachfrage für die Gestaltung vor allem der Eigentümer von Privatgärten nach Gartenmauern, Skulpturen, Brunnen und Vogeltränken aus Naturstein ist feststellbar.

#### Steinbildhauerei
Sowohl die freie Steinbildhauerei als auch die Rekonstruktion im Rahmen der Denkmalpflege sind ein Feld, auf dem sich Betriebe bzw. einzelne Steinbildhauer spezialisiert haben.

#### Pflaster
Pflasterarbeiten aus Naturstein, von einzelnen Steinmetzbetrieben angeboten, sind ein Randfeld der Steinmetzen. Bei den Pflasterern handelt es sich um einen eigenen Ausbildungsberuf.

#### Straßen-, Wege- und Brückenbau
Hier wird Naturwerkstein seit eh und je verwendet. Straßenborde aus Granit halten länger als die aus Beton. Auch Verblendungen von Brücken und Straßenmauern werden aus Naturstein hergestellt, wobei meist regionale Steinvorkommen verwendet werden. Diese Arbeiten werden zumeist von Straßenbauunternehmen durchgeführt.

#### Randgebiete
Es gibt sogenannte Sandsteintapeten in Millimeterstärke, hochwertige Armaturen aus Naturstein in Oberklasse-Autos, Natursteinfolien hinter Glas (teildurchsichtig), Naturstein als Messtischunterlage usw.

## Steinmetz/Steinmetzin-Ausbildung in Deutschland, Österreich und der Schweiz

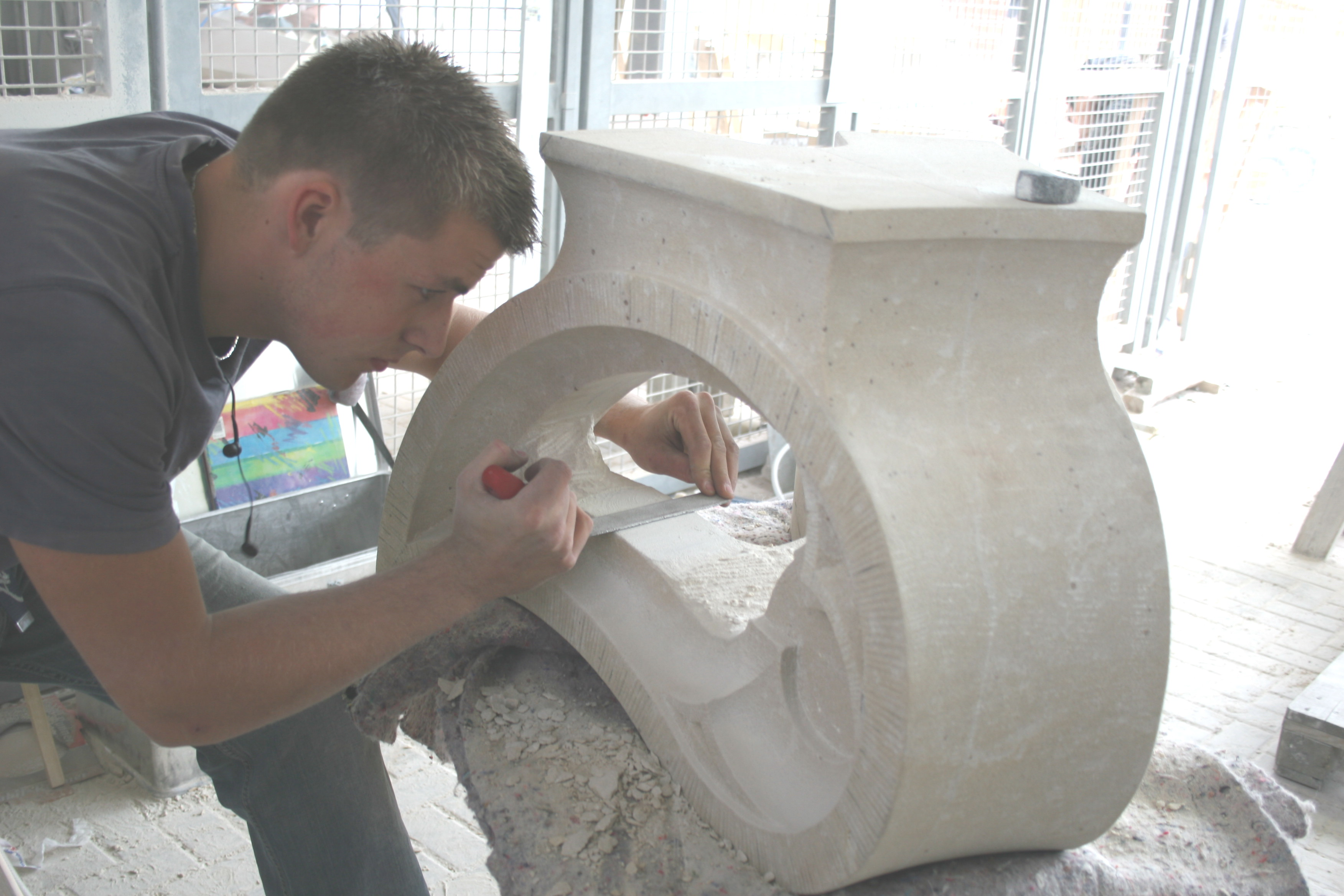
Ein junger Steinmetz fertigt eine komplizierte Werkarbeit an

Die Steinmetzausbildung der Lehrlinge findet sowohl in Deutschland als auch in der Schweiz, Österreich und Luxemburg im dualen System statt. Das heißt, dass die Fertigkeiten im Betrieb und in der überbetrieblichen Ausbildung vermittelt werden, die Theorie in der Berufsschule.
Bemerkenswert ist für einen der sogenannten „Männerberufe“, dass in der Bundesrepublik Deutschland der Anteil der Frauen im Jahr 2011 13,9 Prozent betrug. Er lag im Jahr 2008 bei 15,0 Prozent. Schätzungsweise 10 und 12 Prozent der Lehrlinge in Deutschland sind heute weiblichen Geschlechts. Steinmetz-Gesellinnen, die den Beruf ausüben, gibt es vermutlich deutlich weniger, da ein Teil der weiblichen Lehrlinge nach ihrem Berufsabschluss andere Wege geht oder zum Beispiel ein Studium (Architektur, Kunst usw.) ergreift. Frauen wählen zudem häufiger ab vor Beginn des 3. Ausbildungsjahrs die Fachrichtung Steinbildhauer/Steinbildhauerin und nicht Steinmetz/Steinmetzin. Sie finden anschließend vor allem Arbeit in Betrieben, die sich mit gestalterischen Themen wie beispielsweise Schriftgestaltung und Ornamente befassen oder eine kunsthandwerkliche Ausrichtung verfolgen.

### Deutschland

#### Lehrlingsausbildung
Steinmetz/Steinmetzin ist in Deutschland ein handwerklicher Ausbildungsberuf. Die Ausbildung dauert drei Jahre und wird mit dem Anfertigen eines Gesellenstückes sowie einer theoretischen und praktischen Prüfung abgeschlossen. 2007 gab es etwa 1400 Auszubildende bei ungefähr 5000 handwerklichen Steinmetzbetrieben.
Im Beruf wird zwischen den beiden Fachrichtungen Steinmetz und Steinbildhauer unterschieden. In den beiden ersten Ausbildungsjahren haben Steinmetz und Steinbildhauer die gleichen Ausbildungsinhalte. Im dritten Ausbildungsjahr erfolgt die Spezialisierung, die dann themenbezogen in einem Gesellenstück (heute „Prüfungsstück 1“ genannt, das der Prüfling frei wählen kann) und in einer Arbeitsprobe (heute „Prüfungsstück 2“, das dem Prüfling von der Prüfungskommission thematisch vorgegeben wird) als Abschlussprüfung endet. Der Steinbildhauer formt also plastische Steinstücke (Steinfiguren, freie Kunst aus Stein), die sich Messwerkzeugen wie Winkel und Gliedermaßstab entziehen und der Steinmetz erarbeitet Werkstücke (massive Baustücke, Grabmale), die vermessen werden können.
Daneben gibt es den Ausbildungsberuf des Naturwerksteinmechanikers mit ca. 60 Auszubildenden in ca. 130 Steinindustriebetrieben. Dieser Industrieberuf wird in drei Bereiche untergliedert. Die Facharbeiterprüfung umfasst den Schleiftechnik-, den Steinmetztechnik- und den Maschinentechnikbereich. Einen ähnlichen Ausbildungsweg gibt es auch in der Schweiz.

#### Fortbildung zum Steinmetz/Steinmetzin in der Denkmalpflege
In einer einmonatigen Fortbildungsmaßnahme können sich Steinmetz- und Steinbildhauergesellen zum Gesellen in der Denkmalpflege fortbilden. Diesen Lehrgang gibt es nur in Deutschland.

#### Meisterausbildung
Unmittelbar nach bestandener Gesellenprüfung kann ein Geselle sich im Handwerk weiterbilden und Ausbildungsstätten besuchen, die mit einer Meisterprüfung vor einer Prüfungskommission der Handwerkskammer abschließen. In Deutschland gibt es folgende Ausbildungsangebote zum Steinmetz- und Steinbildhauermeister (hier von Norden nach Süden aufgelistet): Königslutter (Niedersachsen), Demitz-Thumitz (Sachsen), Soest und Düsseldorf (Nordrhein-Westfalen), Mainz und Kaiserslautern (Rheinland-Pfalz), Wunsiedel, Aschaffenburg und München (Bayern) sowie Freiburg (Baden-Württemberg). In Deutschland sind diese zwei Berufe, der Steinmetz- und den Steinbildhauerberuf, in einer Meisterprüfung ablegbar. Das gibt es in anderen Ländern nicht.

Mit einem Meistertitel ist ein Zugang zu einem Hochschulstudium in den Bundesländern Hessen und Niedersachsen möglich; ferner zum Fachhochschulstudium in Nordrhein-Westfalen. An den obengenannten Orten kann nach Absolvierung einer Ausbildung zum staatlich geprüften Steintechniker parallel die Meisterprüfung abgelegt werden.

#### Stein-Restauratorenausbildung
Nach einem erfolgreichen Abschluss zum Meister im Steinmetz- und Steinbildhauerhandwerk gibt es die Möglichkeit, sich zum Restaurator im Steinmetz- und Steinbildhauerhandwerk in vom Deutschen Bundesinnungsverband der Steinmetzen und Steinbildhauer anerkannten Lehrgängen in Wunsiedel oder in Königslutter fortzubilden. Dieser Titel ist geschützt, er wird in Österreich und in der Schweiz nicht angeboten und anerkannt.

### Schweiz

#### Lehrlingsausbildung
Die praktische Lehrlingsausbildung zum Steinmetz/Steinmetzin erfolgt in einem anerkannten Lehrbetrieb. Sie wird durch den Besuch der Berufsfachschule – einen Tag pro Woche – ergänzt.
Hinzu kommen überbetriebliche Kurse.
Es besteht zudem die Möglichkeit, die Berufsmaturitätsschule zu besuchen. In der Schweiz gibt es vier berufliche Fachrichtungen, Steinmetz, Steinbildhauer, Steinwerker und Marmorist.
Dies ist ein wesentlicher Unterschied zum deutschen Ausbildungssystem mit dreijähriger Lehrlingsausbildung; nach einer identischen zweijährigen Grundausbildung von Steinmetzen/Steinmetzinnen und Steinbildhauern/Steinbildhauerinnen schließt sich eine zweijährige Spezialisierung getrennt nach den beiden Fachrichtungen an. Die Ausbildung in der Schweiz dieser beiden Fachrichtungen dauert somit vier Jahre.
Des Weiteren gibt es den Ausbildungsberuf der Marmoristen und Steinwerker. Während die Marmoristen vorwiegend maschinell Gestaltungselemente aus Naturstein gestalten, erarbeiten die Steinwerker vor allem maschinell Werkstücke für Bauten. Beide Ausbildungen dauern drei Jahre. Die Ausbildung zum Steinwerker entspricht etwa dem industriellen Naturwerksteinmechaniker in Deutschland.

#### Meisterausbildung
Für die Steinmetzmeister- oder die Steinbildhauermeisterprüfung sind erforderlich: eine abgeschlossene Lehre als Steinmetz, Steinbildhauer oder ein gleichwertiger Abschluss sowie vier Jahre Berufspraxis, wobei der Besuch von Fachschulen auf die praktische Tätigkeit angerechnet wird. Mit der Meisterprüfung ist eine höhere Fachprüfung (HFP) verbunden. Mit diesem Abschluss wird das Zugangsrecht zum Architektur- oder Ingenieurstudium erworben. Spezielle Vorbereitungslehrgänge zur Meisterprüfung getrennt nach Steinmetz- und Steinbildhauer werden beispielsweise in St. Gallen nach Bedarf eingerichtet.

### Österreich

#### Lehrlingsausbildung
In Österreich ist Steinmetz/Steinmetzin ein dreijähriger Lehrberuf mit dualer Ausbildung. Die Ausbildung zum Steinbildhauer wird nach dem Berufsbild des Stein- und Holzbildhauers durchgeführt. Es gibt daneben eine vier Jahre dauernde Fachschulausbildung mit der Möglichkeit, einen zusätzlichen zweijährigen Aufbaulehrgang mit Matura zum Facharbeiter und Natursteintechniker oder Hochbauingenieur zu absolvieren.

#### Meisterausbildung
Die Vorbereitung zur Meisterprüfung in Österreich kann in speziellen Lehrgängen erfolgen. Mit Abschluss dieser Prüfung ist auch die Befähigung zum Terrazzo- und Kunststeinhersteller verbunden. Mit einem Meistertitel kann ein Studium an Hochschulen in Österreich aufgenommen werden.

### Projekt: European Master of Craft
In einem europäischen Projekt werden seit Mitte 2006 zehn Steinmetz- und Steinbildhauergesellen auf eine Europatournee entsandt, nach deren Abschluss sie den Titel European Master of Craft erlangen. Die Ausbildungsorte sind Dombauhütten in der Schweiz, Deutschland und Österreich, ferner Steinfachschulen in Südtirol (Italien), Hallein (Österreich), Brač (Kroatien). Weiters bringen sich Fachbetriebe aus Gewinnung und Verarbeitung von Naturstein in Slowenien, Kroatien und Österreich als Ausbildungsstätten ein.

## Berufskrankheiten und arbeitsmedizinische Vorsorge
Steinmetzen unterliegen bei der Ausübung ihres Berufes nachfolgenden gesundheitlichen Gefährdungen, die durch arbeitsmedizinische Vorsorgeuntersuchungen (alle drei Jahre) oder durch die Betriebsärzte erkannt bzw. durch entsprechende betriebliche Maßnahmen ausgeschlossen werden können:
- Belastung durch silikogene (quarzhaltige) Feinstäube kann zu Silikose oder Siliko-Tuberkulose führen und wird durch Einsatz von Absauggerätschaften minimiert.
- Belastungen durch Lärm wird durch Schalldämmung an den Werkzeugen, Gerätschaften und durch das Tragen persönlicher Schutzausrüstung vermieden. Ansonsten kann es zu Gehörschäden kommen.
- Die Belastung durch Rückstoßerschütterungen von handgeführten Vibrationswerkzeugen (Drucklufthämmer, Schlag- und Schlagbohrhämmer) wird durch spezielle vibrationsminimierende Meißel-Schutzaufsätze und vibrationsgedämmte Druckluftwerkzeuge minimiert. Wird keine Vorsorge getroffen, kann die Folge die sogenannte Weißfingerkrankheit sein, die sich in Durchblutungsstörungen in den Händen äußert.
- Die Belastung der Hände mit Zementen, die zu Zementkrätze führen kann, wird durch das Tragen von Gummihandschuhen eingeschränkt
- Die Abnutzung der Zähne bei intensivster Bearbeitung von Hartgesteinen vor allem in Steinbrüchen mit starker Staubentwicklung kann durch Tragen von Mundschutz verhindert werden.
- Die Abnutzung der Wirbelsäule bei falscher Haltung und zu starker Belastung beim händischen Aufbänken der Werksteine kann durch den Einsatz von Hebezeugen minimiert werden.

Obige Erkrankungen sind als Berufskrankheiten von den Berufsgenossenschaften anerkannt.

## Modernes und traditionelles Handwerk
Das Steinmetz- und Steinbildhauerhandwerk ist heute ein modernes Handwerk, das sich seiner Traditionen bewusst ist.
Von großer Bedeutung für das Steinmetzgewerk ist die Herstellung und Gestaltung der Steinoberflächen, die sichtbar sind.

### Einsatz moderner Technik

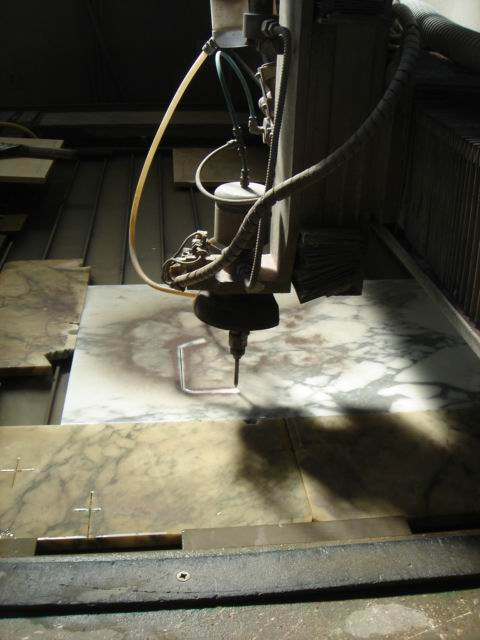
Computergesteuerte Wasserstrahlanlage zerschneidet Naturstein. Das „weiche Wasser bricht den Stein“.

In den Betrieben haben Computer- und CNC-gesteuerte Maschinen Einzug gehalten. Dazu zählen Steinkreissägen mit Sägeblättern bis zu vier Meter Durchmesser, die zum Steinaufteilen eingesetzt werden und Gattersägen, die mit bis zu 80 Sägeblättern große Steinblöcke in Platten aufteilen. Auf die Ränder der Sägeblätter können sogenannte Disken, Metallstücke, aufgelötet sein, in denen sich kleine Diamanten befinden.
Sogenannte Brückensägen formen Werkstücke, die als Fassaden-, Küchenarbeits- und Bodenplatten sowie als Fensterbänke und Waschtische eingebaut werden. Die Brückensägen sind computergesteuert; die Entwürfe der herzustellenden Werksteine werden mit CAD-Unterstützung angefertigt. Filigrane Intarsien aus Stein werden mit Wasserstrahlschneidemaschinen hergestellt, die an Computer angeschlossen sind und mit Drücken bis zu 4000 bar arbeiten. In steinverarbeitenden Betrieben werden Seilsägen verwendet, die Konturen in Steine schneiden oder Steintranchen aus Rohblöcken heraussägen.

Automatische oder halbautomatische Steinschleifmaschinen erledigen monotone Arbeit. Mit Lasertechnologie werden Bodenplatten aus Naturstein rutschsicher ausgerüstet. Da die Steine ein beachtliches Gewicht aufweisen, gibt es für Naturwerksteine neben Kränen und Gabelstaplern spezielle Gerätschaften für den Steintransport.

### Einsatz von traditionellem Handwerkzeug

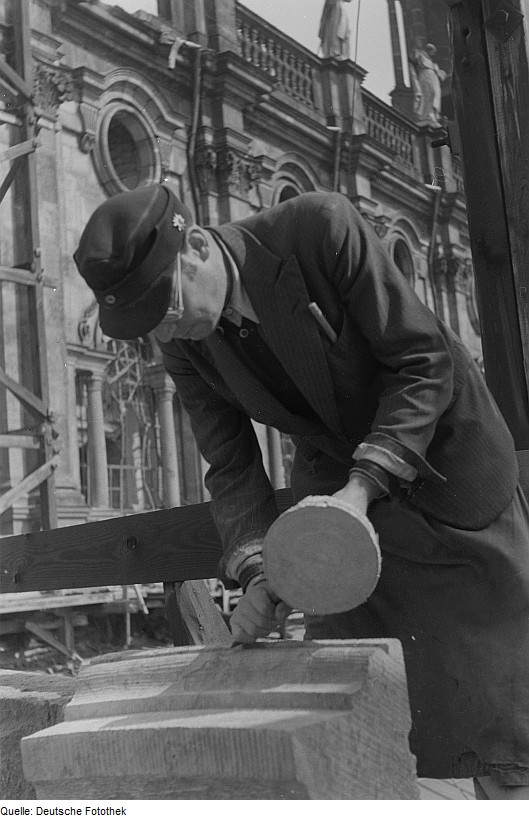
Steinmetz mit Knüpfel und sogenanntem Eisen (Meißel) arbeitend (Dresden 1948)

Bevor Steinmetzen ein Werkstück bearbeiten, prüfen sie mit der Klangprobe, ob es für die Bearbeitung geeignet ist. Die Klangprobe ist ein seit Jahrhunderten angewendetes historisches Verfahren der Steinbearbeitung.
Die Werkzeuge des Steinmetzen und Steinbildhauers für die Bearbeitung des rohen Werksteins sind entweder aus Werkzeugstahl oder sie haben an ihren Schneiden bzw. Spitzen eingelötete Hartmetalle, die Widiaeisen genannt werden. Die Werkzeugausrüstung, die die Steinmetzen für die manuelle Flächen- und Profilarbeit benutzen, nennen sie Geschirr. Es handelt sich zumeist um traditionelle Handwerkzeuge.
- Die im Steinbruch gewonnenen Steinblöcke wurden früher grob bearbeitet. Diese Bearbeitung nennt man Bossieren. Auf dem Werkplatz wurden die Werksteine aus Weich- oder Hartgestein mit Steinmetzwerkzeugen von Hand weiter bearbeitet. Heutzutage (2008) werden meistens handgestützte Maschinen beziehungsweise Gerätschaften anstelle von Handwerkzeugen verwendet.
- Drucklufthämmer werden vor allem benutzt, um Schriften einzuschlagen und um Steinoberflächen oder Profile herzustellen. Grundsätzlich können alle mit druckluftbetriebenen Werkzeugen durchgeführten Arbeitsschritte auch von Hand ausgeführt werden. Der Zeitaufwand ist in aller Regel bei Handarbeit größer. Bestimmte Arbeitsschritte, etwa die Herstellung scharrierter Oberflächen, lassen sich optimal nur mit Handwerkzeugen ausführen.
- Handmaschinen werden zur Erleichterung der Handarbeit eingesetzt. Es handelt sich um elektrische oder pneumatische bzw. ölhydraulische Handschleifmaschinen und um elektrische oder pneumatische Winkelschleifer, die auch Flex genannt werden.

## Steinmetztradition und deren Pflege

### Steinmetztradition
Viele der Steinmetztraditionen gehen auf die Bauhütten und Steinmetzbruderschaften des Mittelalters zurück. Die Bauhütte war die kirchliche Groß-Baustelle vor Ort und die Steinmetzbruderschaft die überregionale Organisation der Bauhütten-Steinmetzen. Beide Organisationen sind von der Zunft, einer Organisation nur von Handwerksmeistern, und der Gilde, einer Organisation von Kaufleuten, zu unterscheiden.

### Steinmetztraditionspflege
Die Steinmetzen sind im heutigen Handwerk eine der wenigen Berufsgruppen, die ihre Traditionen pflegen. Eine einheitliche Zunftkleidung gibt es zwar nicht, dennoch legt ein Teil der Beschäftigten Wert darauf, die blaue Schürze zu tragen, ein altes Berufs-Erkennungszeichen der Steinmetzen und Steinbildhauer.
Tradierte Rudimente aus dem Mittelalter finden sich in den Steinmetzbetrieben wieder: Ein Steinmetz wird entsprechend der überkommenen Tradition mit „angesprochen“ zur kollegialen Mithilfe aufgefordert. Nach Beendigung der Hilfe wird er mit einem „bedankt“ verabschiedet.
Einen Werkstein, der beim Arbeiten missglückt, nennen Steinmetzen wie im Mittelalter einen Bernhard oder Totenbernhard, der im Mittelalter mit einer Beerdigungsprozession ritualisiert auf dem Kirchhof begraben wurde. Heute gibt es für missglückte Werkstücke das Gespött der Berufskollegen. Neben Steinmetzbauhütten, wie z. B. neben der Dombauhütte Regensburg, gibt es oft seltsam verwilderte Ecken, in welchen halb begrabene Werksteine aus der Erde ragen.
Eine besondere Form der Traditionspflege praktizieren einige junge Steinmetzen, die wie früher als Wanderburschen in Europa und neuerdings auch nach Übersee unterwegs sind.

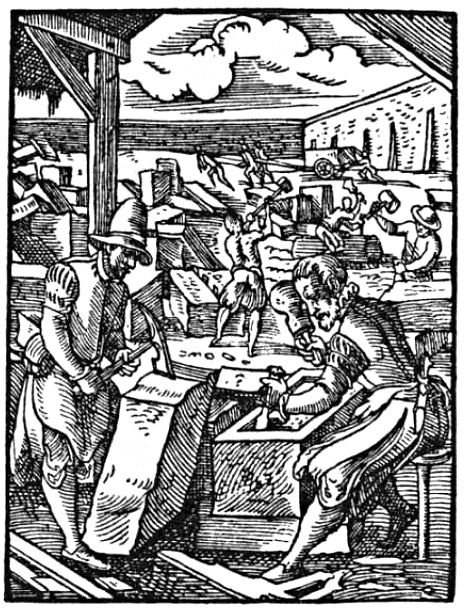
Steinmetzen um 1568
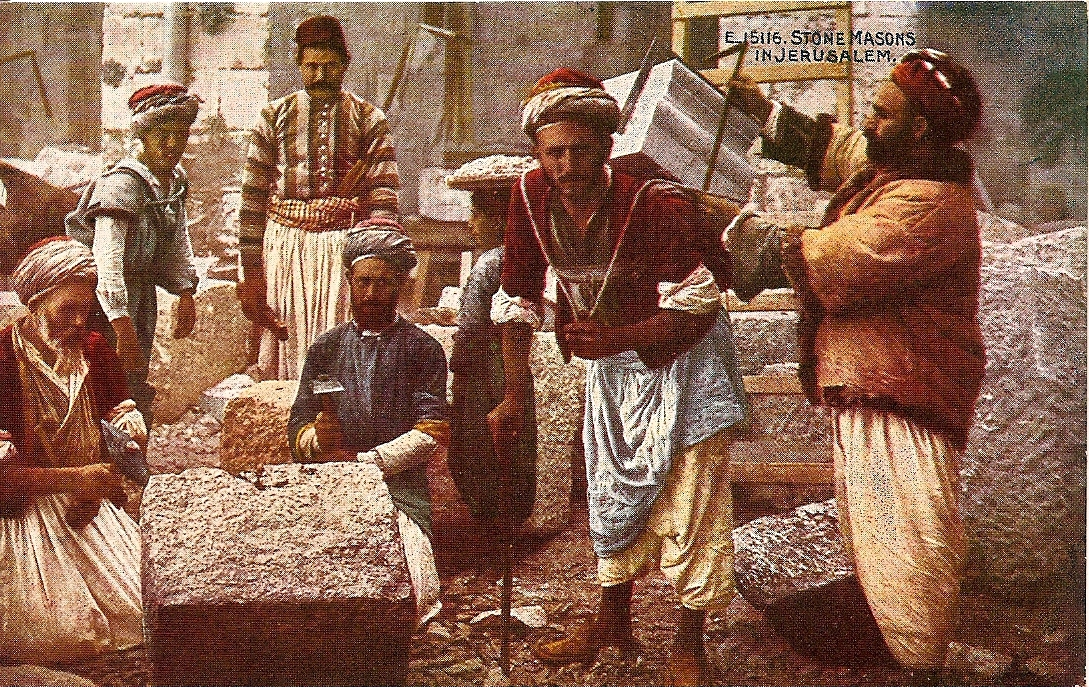
Steinmetzen in Jerusalem
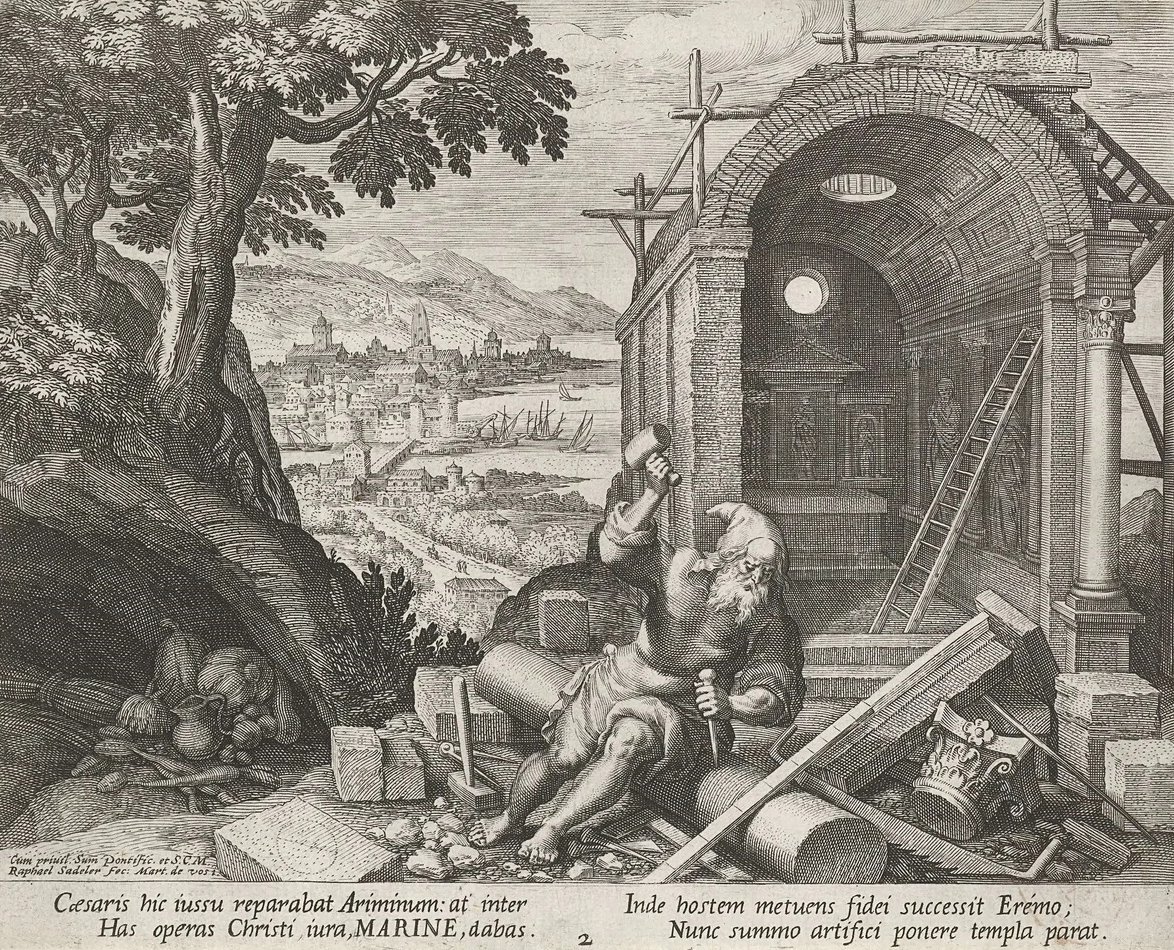
Der heilige Marino als Steinmetz
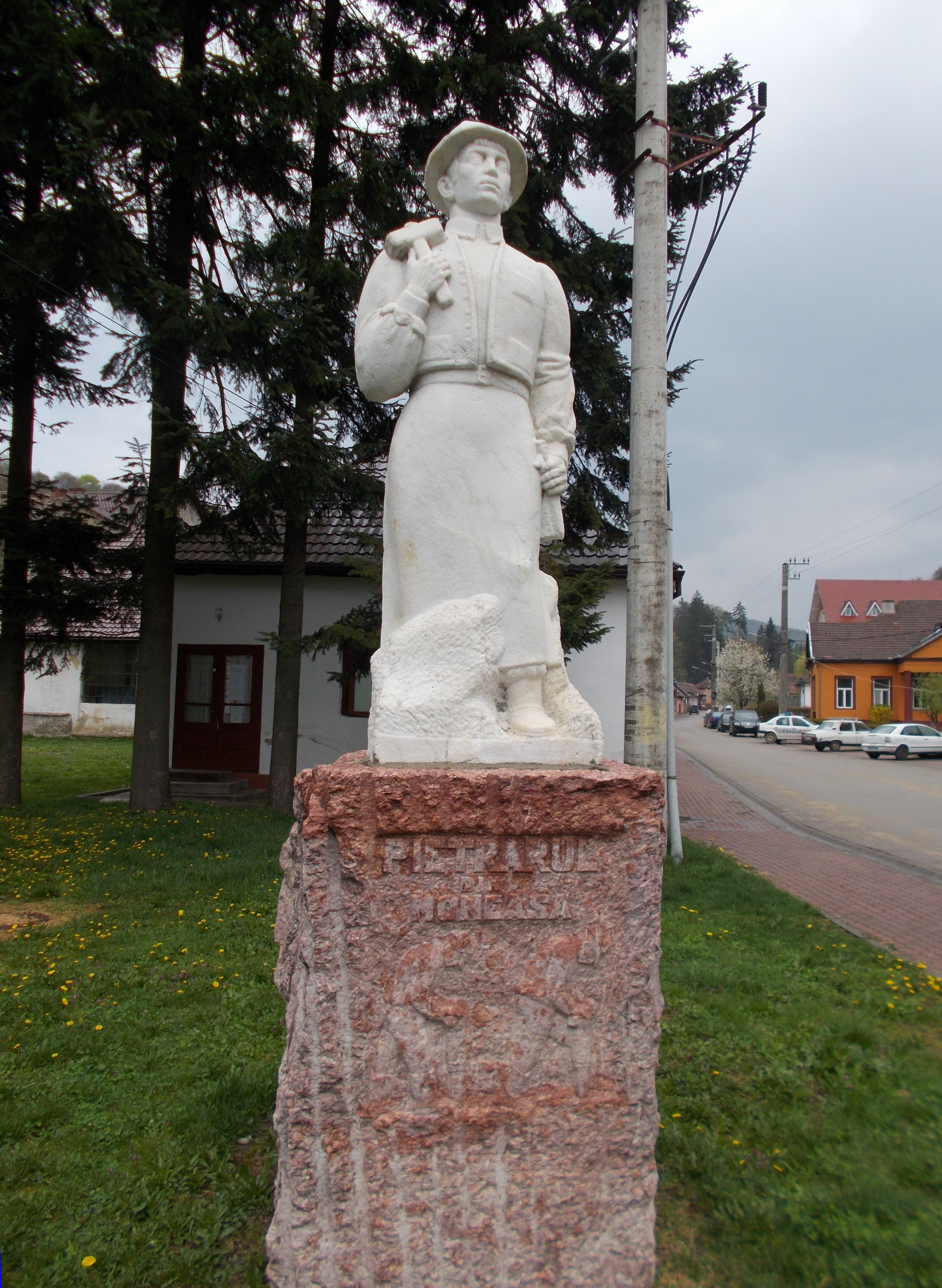
Steinmetzdenkmal in Moneasa (Rumänien)

### Steinmetzen-Patronatschaft
Die Schutzheiligen der Steinmetzen sind römische Steinmetzen, die Quattuor Coronati (Vier Gekrönte) genannt wurden und sich im Jahre 302 in der Zeit des Kaisers Diokletian sich in Dalmatien weigerten eine Statue einer römischen Gottheit, des Aeskulap, herzustellen. Sie wurden gefoltert und ihre Schädel eine Dornenkrone gepresst, um sie anschließend in der Save in Bleisärgen zu ertränken. Teilweise wird das Patronatsfest der Vier Gekrönten von Innungen und Steinmetzbetrieben am 8. November gefeiert.

## Steinmetzzeichen

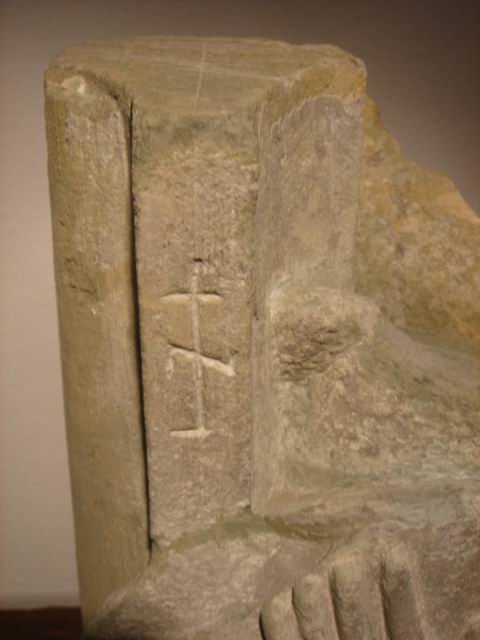
Steinmetzzeichen aus der Gotik

Das Steinmetzzeichen ist ein meist geometrisches oder ornamentales, überwiegend monogrammatisches Zeichen als persönliches Signum eines Steinmetzen, das im Mittelalter die Abrechnung von Steinmetzarbeiten erleichterte oder auch als ein persönliches Gütezeichen verwendet wurde.
Steinmetzzeichen kamen in den Hochkulturen und in der Antike vor, wurden aber erst in spätromanischer Zeit allgemein gebräuchlich. In der Gotik führte jeder Steinmetz als Angehöriger einer Bauhütte ein persönliches Steinmetzzeichen. Diese Zeichen sind an die Zeichen der Bauhütte angelehnt und unterschieden sich nur geringfügig von ihnen. Die Steinmetzzeichen haben Bezüge zu geometrischen Konstruktionen, wie Triangulatur, Dreipass, Quadratur und Vierpass. Vor allem bei spätgotischen Bauten tragen oftmals sehr viele Werksteine, insbesondere kompliziertere Werkstücke, ein Zeichen. Die leitenden Meister brachten ihr Zeichen, das sogenannte Meisterzeichen, in einem Wappenschild an.
Das Steinmetzzeichen wird noch heute bei manchen traditionell orientierten Innungen (zum Beispiel in Hessen) bei Gesellenfreisprechungsfeiern übergeben.

## Persönlichkeiten mit Steinmetzausbildung
Es gibt eine Reihe bekannter Persönlichkeiten, die eine Ausbildung zum Steinmetzen abgelegt haben. Dieses ist zumeist nicht bekannt. Nachfolgend werden einige Persönlichkeiten genannt:
- Sokrates: griechischer Philosoph, Sohn eines Steinmetzen, hat sehr wahrscheinlich ebenfalls diese Ausbildung bekommen
- Parler: Dombaumeister-Geschlecht in der Zeit der Gotik: Peter, Wenzel und Johann der Jüngere
- Joseph Uphues (1850–1911): Steinmetzlehre in Wiedenbrück
- Günter Grass: (Schriftsteller, Maler und Bildhauer); 1947–1949 Steinmetzpraktikum in Düsseldorf
- Ulrich Rückriem: Bildhauer, 1957–1959 Steinmetzlehre in Düren
- Franz-Josef Kniola: ehemaliger Innen- und Bauminister von Nordrhein-Westfalen; 1981 Steinmetzmeisterprüfung
- Boy Lornsen (1922–1995): Schriftsteller und Steinmetz- und Steinbildhauermeister (Keitum)
- Emil Cimiotti (emeritierter Professor an der Hochschule für Bildende Künste Braunschweig): 1946–1949 Steinmetzlehre
- Gustav Seitz (Bildhauer): (1922–1924) Steinmetz- und Steinbildhauerausbildung in Ludwigshafen
- Paul Dierkes: Professor für Holz- und Steinbildhauerei an der Hochschule für bildende Künste in Berlin

## Sonstiges
Am 21. April 1856 streikten weltweit erstmals erfolgreich australische Steinmetzen auf der Baustelle der Universität Melbourne für den Acht-Stunden-Tag bei vollem Lohnausgleich, was zur gesetzlichen Anerkennung führte.
Natursteinpflaster wurde früher von Steinrichtern hergestellt.

### Fachliteratur zur Geschichte der Steinmetzen
- Max Hasak: Haben Steinmetze unsere mittelalterlichen Dome gebaut? Ernst, Berlin 1895.
- Carl von Heideloff (Hrsg.): Die Bauhütte des Mittelalters in Deutschland. Nürnberg 1844.
- Ferdinand Janner, Die Bauhütten des deutschen Mittelalters. Leipzig 1876.
- Louis Schwarz: Die deutschen Bauhütten des Mittelalters und die Erklärung der Steinmetze. 1926.
- Eugen Weiß: Steinmetzart und Steinmetzgeist. Diederichs, Jena 1927.
- Rudolf Wissell: Des alten Handwerks Recht und Gewohnheit. Wasmuth, Berlin 1929.
- Bettina Schmitz: Die Steine der Pharaonen, Vom Steinbruch zum Kunstwerk. Lagerstätten. Materialien. Werkstücke Altägyptens. Informationen zum Thema „Stein bei den alten Ägyptern“. Woher sie das Material bekamen, wie sie es verarbeiteten, was sie daraus herstellten. In: Informationen und Einführungen für den Museumsbesucher. Hrsg. v. Pelizaeus-Museum Hildesheim, Hildesheim 1985.
- Rosemarie Klemm, Dietrich Klemm: Die Steine der Pharaonen. Hrsg. v. d. Staatlichen Sammlung Ägyptischer Kunst, München 1981.
- Ägyptens Aufstieg zur Weltmacht. hrsg. v. Raemer-Pelizaeus-Museum, Zabern, Hildesheim 1987, ISBN 3-8053-0966-X.
- Karl Friederich: Die Steinbearbeitung in ihrer Entwicklung vom 11. bis zum 18. Jahrhundert. Augsburg 1932. (Reprint der Originalausgabe, Ulm 1988)
- Gustav Keßler: Geschichte der Organisation der Steinarbeiter Deutschlands. Posekel, Rixdorf 1897.
- Festschrift: 175 Jahre Zeidler & Wimmel. 1951.
- Marmorindustrie Kiefer (Hrsg.): Marmorindustrie Kiefer 1883–1908, Denkschrift über die Entwicklung der Aktiengesellschaft für Marmorindustrie Kiefer in Kiefersfelden in den ersten 25 Jahren ihres Bestehens. Bruckmann, München.
- Carl Blümel, Griechische Bildhauer an der Arbeit. 2. Auflage. Walter de Gruyter, Berlin 1941.
- 100 Jahre Verbände der Naturwerksteinindustrie, Naturwerkstein, Anspruch und Verpflichtung. Hrsg. v. Deutschen Naturwerksteinverband e. V., Marktheidenfeld 2000.
- Anja Sibylle Dollinger: Baubetrieb und Bautechnik – Von der Vorromanik bis zum Historismus. In: Naturstein und Umweltschutz in der Denkmalpflege. Hrsg. vom Berufsbildungswerk des Steinmetz- und Bildhauerhandwerks, Ulm 1997, ISBN 3-87188-143-0.
- Peter Völkle: Werkplanung und Steinbearbeitung im Mittelalter. 1. Auflage. Ebner Verlag, Ulm September 2016, ISBN 978-3-87188-258-6.

### Allgemeine und Ausbildungs-Fachliteratur
- Frieder Bernhard: Der Steinmetz und Steinbildhauer. Ausbildung und Praxis. Band 1. Callwey, München 2001, ISBN 3-7667-1145-8.
- Berufsbildungswerk des Steinmetz- und Steinbildhauerhandwerks (Hrsg.): Die Arbeit am Stein (= Der Steinmetz und Steinbildhauer. Band 2). Callwey, München 2003, ISBN 3-7667-1330-2.
- Richard Thiele: Steinmetzarbeiten in der Architektur. Fachbuchverlag, Leipzig 1957.
- Theodor Krauth, Franz Sales Meyer (Hrsg.): Die Bau- und Kunstarbeiten des Steinhauers. E. A. Seemann, Leipzig 1896. – Reprint unter dem Titel: Das Steinhauerbuch. Die Bau- und Kunstarbeiten des Steinhauers. Schäfer, Hannover 2001, ISBN 3-88746-021-9.
- Das Handbuch des Bautechnikers, Bd. 15: Der Steinmetz. Bearbeitet von Adolf Opderbecke und H. Wittenbecher. (Reprint des Originals von 1905)

### Fachzeitschriften
- Naturstein (Ebner Verlag)
- Stein (Callwey Verlag)

### Populäre Literatur
- Erich Maria Remarque: Der schwarze Obelisk. Kiepenheuer und Witsch, Köln 1998, ISBN 3-462-02725-5. (Erstveröffentlichung 1956)
- Siegfried Lenz: Die Klangprobe. Hoffmann und Campe, Hamburg 1990, ISBN 3-455-04249-X.
- Ken Follett: Die Säulen der Erde. Lübbe, Bergisch Gladbach 1990, ISBN 3-7857-0577-8.